# 魔法少女プリティ☆ベル
『魔法少女プリティ☆ベル』（まほうしょうじょプリティベル）は、KAKERUによる日本の漫画作品。『月刊コミックブレイド』（マッグガーデン刊）で2009年から開始、途中掲載誌をマンガ配信サイト『マグコミ』に移り、2019年1月まで連載された。
『魔法少女プリティ☆ベル』は、現実世界を基本として魔族や天使などが存在する世界を描いたロー・ファンタジー作品であるとともに、主題である魔法少女の活躍を描くエブリデイ・マジック作品である。

## 作風
主人公の魔法少女に変身する人物に対し、女子小学生と中年男性との方向性の異なる2名が用意されるという、従来の魔法少女作品にない新機軸を採用している。加えて、魔法少女を軍事バランスを崩壊させかねない脅威にすることにより、作中の各勢力の設定上で政治・経済・外交・軍事などを取り扱い、政治思想的な視点にも言及するなど、意欲的な作品となっている。また、世界観の設定には、神話・伝承における空想上の存在を登場させるほか、『不思議の国のアリス』および『鏡の国のアリス』やクトゥルフ神話などの要素を積極的に取り入れる点も特徴である。
作者の手がける別作品である『大江山流護身術道場』と同一の背景設定を共用するクロスオーバー化が図られているほか、同様の別作品である『天空の扉』にも作中で言及するなど、他作品とのつながりも見せる。

## あらすじ
魔法の杖「リィン・ロッド」が目覚め、その適合者「魔法少女プリティ☆ベル」が現れるとき、世界に必ず大きな危機が訪れるという。
リィン・ロッドを守り、プリティ☆ベルをサポートする天使ミルクとココアは、リィン・ロッドを奪うべく襲い来る敵の攻撃に傷つきながらも、適合者の少女美咲エリの住む街に辿り着く。リィン・ロッドの鐘の音が鳴り響き、適合者の少女が間近に居ることを知らされるが、リィン・ロッドが指し示したのはエリではなく、エリの近所に住むボディビルダーの高田厚志だった。

## 登場人物
登場人物の多くは二つ名をもつため名前の前に“　”で区切って表記する。

### プリティ☆ベル関係者
高田 厚志（たかだ あつし）
本作の主人公。五代目プリティ☆ベルにして、史上初の男性の適合者。年齢は35歳。職業はボディビルダーであり、「高田ジム」を経営しトレーナーやエアロビクスの講師などを務めている。当初は魔法少女になることに戸惑っていたが、自分が闘わなければ小学生のエリが闘わなければならなくなると知るや、進んで魔法少女になった善意（ミルココからすれば余計なお節介）溢れる好漢。筋骨隆々とした暑苦しい男で（エリを始め近所の子供たちからは『筋肉おじさん』と呼ばれている）、はちきれんばかりの肉体にプリティ☆ベルの女の子らしいコスチュームを纏い、ボディビルのポージング(とビルダー特有の笑顔)をベースにした独特の魔法を使用する。
本来プリティベル最大の力である神威召喚を使うことはできない（リィン・ロッド自体が召喚器でありミルク＆ココアはかなり弱体化しているとはいえ召喚できるにもかかわらずである）が、プロレスと合気道を13年学んで培った、高いレベルの武道経験者（後日、大江山流護身術も修めていることが判明する）であることと、強力な魔法をぶっつけで自在に扱うセンスにより、神威召喚を必要としないほどの高い戦闘力を誇る。なお使用する魔法は対象の精神に作用して戦意を喪失させ骨抜きにする効果を持ち、厚志自身の争いを好まない気質が表れたものといえる。その戦いぶりから『誰一人傷つけずに戦闘を破壊した』と称された。
見た目は常識外れだが、包容力があり人望に篤い仏のような人格者であり、円熟した穏やかかつ前向きな性格に加えて高い戦略眼と交渉能力も兼ね備えているため、敵には一目置かれ味方からは頼りにされている。極力戦いを避け平和的に物事を収めることを望んでいるが、必要と考えたら相手の生死を問わず情け容赦ない戦い方、追い詰め方をすることも辞さない。
20年ほど前のある事件がきっかけで、桜と同じく“狂犬”と渾名されていた。
高田厚子
レティシアの魔法薬の作用により、厚志が性転換してしまった姿。ただし、外見と触覚を誤魔化しているだけなので、体格や身体能力などは元のまま。
対外的には「厚志の妹」を名乗っている。
プリティ☆ベルへの変身も問題なく可能だが、ミルココたちからは「少女ではないけどプリティ」、厚志本人には「ネタに徹せない分逆に恥ずかしい」と評されている。
美咲エリ
もう1人の五代目、あるいは真・今代魔法少女プリティ☆ベル。厚志と同じ街に住む小学生の女の子。本来はエリがプリティ☆ベルを務めるはずだったが、厚志に正当かつ強引にその座を奪われた。魔族自由同盟との抗争までは厚志の補欠として、厚志の家に通ってプリティ☆ベルになるための勉強をしていたが、抗争に際し変身してからは、護衛の利便性を図るためという理由で両親に事情を話し厚志の家に下宿するようになった。
その身体に厚志の10万倍に相当する歴代最強の強大な魔力を秘めており（「最低限の防御結界」に飛びかかった敵が触れただけで吹き飛ばされる、呼び出した召喚獣はほぼ上級魔族から魔王クラス）、単体で魔王軍にも匹敵する能力を持っているが、使用する魔法も全てが自動的に強力、かつ膨大な魔力を消費してしまう仕様になっており、自然回復では魔力を最大まで回復するのに多大な時間が掛かってしまうため、「魔力を補給するためには魔王軍を襲撃して奪うか、魔王軍から供給を受けるしかない」と目されて、一時期各魔王軍から危険視された。本編中盤以降、綾香の弾道弾や「月の涙」といった次々襲い来る不測の事態に対処するため神威召喚と防御障壁を多用し続けた結果、『高田厚志奪還ゲーム』の時点で底なしの魔力を殆ど使い果たしてしまう。しかし、リィン・ロッドを取り戻し変身した際、枯渇していた魔力が戻りミクの無人機攻撃の応酬を多種多様な神威召喚と防御障壁で迎撃した。リィン・ロッドなしでも、無数のショゴス弾から身を守りクタニドの進行を正面から受け止める強度・規模の障壁を展開したり、「神」の魔力封印を力ずくで解除したりと規格外の力を見せ、その膨大な魔力故ほぼ劣化のない「必滅定めし神の槍（グングニール）」と「時空を追いすがる猟犬（ハウンド・オブ・ティンダロス）」を神威召喚することが可能。作者による最強キャラランキングでは2位（唯一綾香の物量をひっくり返せるが不意打ちや持久戦に弱いため）。
ミルココにいっぱい勉強することを勧められた際に経済学に興味を持ち、小学4年生でありながらマクロ経済や教育論について大人と議論を交わせるようになるほどの高い知性を身に付けている。
日常では年相応以上に天然で無邪気な部分が強い。経済学に全振りしていると言われるほど色恋沙汰に関する知識に疎く、二人同時に告白されデートに誘われた際は全員で行けばよいと提案したり、少女漫画の性行為に恥ずかし気もなく純粋に興味を持ったりする程。その一方、有事の際には冷静沈着に状況を分析し自身の役割を遂行する。ただし、家族に危害が及ぶなどした場合は感情的になり制御が利かなくなるなど精神的に未熟な面も目立つ。
名前の元ネタはジュニアアイドルの三咲エリ。
“双索敵手（ツイン・レーダー）”ミルク&ココア
リィン・ロッドを守り、歴代のプリティ☆ベルをサポートしてきた2人の天使。エリとほとんど変わらない背格好と幼い容姿をしているが、年齢は33歳。色白でロングヘアの方がミルク、色黒でショートヘアの方がココア。単行本１巻のキャラクタープロフィールによると、索敵方法と重視する範囲にも、それぞれ違いがある。愛称は2人合わせて「ミルココ」。戦闘能力は剣を召喚するだけとほとんどないが、二つ名の通り驚異的な索敵能力を持っている。それぞれ体の片側（ミルクは右側、ココアは左側）に大小2枚の翼を持ち、2人が手をつなぐことで飛行する。
かつては天界の精鋭部隊「レギオン」に所属していた天使であり、魔族から人類と平和を守るという天界の基本方針に従って活動していたが、初代プリティ☆ベルであった美雪の壮絶な死を見て「神ではなく美雪が守ろうとしたものに殉じる」ことを決意し、天界から離脱。以後少なくとも10年間は天界に帰っておらず、堕天使扱いされている。
プリティ☆ベル、シスターエンジェルの名を考案したのは彼女らである。
見た目と違い中身はアラサーの女性であるため、アダルト関連の知識および経験は豊富、らしい。
“神威の呼び鈴”リィン・ロッド
適合者をプリティ☆ベルに変身させる謎のアイテム。30数年前、初代である美雪の夢の中に入り込んできた光のようなものが、美雪の知識とイメージを元に手持ちの錫杖型に変化した存在で、その正体は不明。適合者に反応すると「リィィィィィン」と鈴の音を鳴らす機能があり、その音に因んで美雪が命名した。過去の事例から「プリティ☆ベルが現れるとき世界規模の危機が訪れる」という不安が魔王軍の中で共有されている。
適合者以外でも「神威召喚」ができる召喚器であるが、真に神威召喚を使いこなせるのは適合者のみである（例外的に適合者であっても厚志は神威召喚を使えない）。その他、ある程度近くにあれば適合者の下へ自力で移動する、携帯時は翼とベルをデザインしたペンダントに変化する、未覚醒時には石化する機能がある。
四代目以前になかった事例でありミルココはバグと考えているが、自我のようなものがあり喋ることができる。口は悪い。厚志に使われる以前のことはよく知らないと語る。厚志のことを「兄貴」と呼び、「（様々な音を出す）楽器」「レシートの排出」といった謎の機能も見せた。
イタカの攻撃により肉片と化した偽ジロウの最後の一撃から厚志を庇い砕け散った。その際、エリに「ごめんちょっと休む」と言い残した。この件についてはイタカの計らいで秘匿されていたが、リィン・ロッド奪取の命を受けたレモネードにより天界、およびルラに(石化などの要因で機能しなくなったという趣旨の内容で)漏洩し、天界と魔界の全面戦争の引き金となる。
2度目のヨグ＝ソトースの鎌奪取作戦において、仮説の域だがその正体に気づいた厚志の呼びかけに応じて復活した。その正体とは、現世に残り続けたいと願い、天界にも魔界にも行かず守る者のため現世にしがみついた魂たちが美雪の元に集い形になった、人のエゴと執念の塊。ルラからはベルベリオンの能力に酷似していると評された。
“邪眼の病魔”モカ
北の魔王軍のダッチの部隊「ザイニン」の1人で、相手を麻痺させる「邪眼」や指差した相手を病気にする「ガンド」といった危険な力をもつBC能力者。かつては北の魔王軍の正規軍に属していたが、軍規に違反して子供を助けようとしたことから、「罪人」に身をやつした。見た目は、左目を眼帯などで隠した黒髪ショートカットの若い女性。
リィン・ロッドを奪うためダッチとともにミルココを襲撃したが、厚志によって戦闘を有耶無耶にされた後、ドゥール・ヴァリオンによって厚志の護衛兼家政婦として高田家に送り込まれ、住み込みで働き始めた。
筋肉フェチで、初対面の時から厚志には好意を抱いている。ミルココとは当初は敵同士のため折り合いが悪かったが、厚志の家に住み込むにつれて次第に仲良くなった。非常に危険な能力の持ち主だが、基本的には温厚で世話好きな性格をしている。ただし厚志が絡むと暴走しがちであり、レティからは「ヤンデレヒロインとして自分より遥かに格上」と見られている。上司のダッチとはとても仲が良い。調理師と栄養士の資格を持っている。
“狙撃（スナイプ）”リカルド
元魔族自由同盟のメンバーで、マイヤーや桜らと共に行動していた。魔族一といわれるほどの狙撃手で、プリティ☆ベル出現の知らせを受けて、名を上げるためにマッドと二人でプリティ☆ベル暗殺に乗り出したが、ミルココの圧倒的な索敵能力に機先を制され、厚志の漢気と筋肉の前に敵意を根こそぎもがれて降参した。その後厚志の人柄に惚れ込み、仲間となる。
厚志には全く歯が立たなかったものの、武器である50口径の対物ライフルから発射される弾丸には1発につき彼の1日分の全ての魔力が込められており、魔王級の攻撃力をもつに至っている。ミルココも、味方になったリカルドを見て「強い」と評価している。弾丸に込めた魔力の漏出を制御するため、用意できる弾丸は最大20発。
“囮（デコイ）”マッド
リカルドの弟。「万能の布を織って操る」ことで、防御に特化しつつも極めて多彩な能力を発揮することができ、攻撃専門のリカルドのサポート役として戦う。リカルドと共に厚志に挑んで敗れ、厚志たちの仲間になった。感情的になりやすい兄とは反対に冷静な性格をしており、兄のストッパー役や交渉役などサポートを行う。纏っている布(普段はダウンコートのような形状)を翼のように広げて飛行可能なため一行の移動手段となり、戦闘時には変身していない状態のエリや戦闘能力の低いミルココの防御を担当する。優男の兄よりも大柄だが素顔は童顔で、女性の裸を直視できないほどの純情タイプ。ココアからは「かわいいヤツだ」と思われており、終盤、神によってモカやミルクと共に彼女が『錘』にされてしまった際には、彼女に思いを寄せていたことが判明。すべてが終わった後は、晴れてココアと恋人関係になる。
美咲あかね・浩二夫妻
エリの両親。エリが厚志家に下宿するにあたり厚志たちに事情を説明され、初めは驚いていたものの比較的簡単に状況を理解して厚志たちにエリを託した。エリが悪党に対してドラスティックなところがあるのは、あかねの薫陶によるところが大きい。
桃地 美雪（ももち みゆき）
初代プリティ☆ベル。アニメの世界から飛び出してきたような、本来の意味で「魔法少女」にぴったりの少女。年端も行かないころからクトゥルフ神話や北欧神話などに精通し、その知識とイメージおよび絶大な魔力をもって、様々な幻獣やモンスター、神話の武器を使役することができた。その素顔は少し病弱で、独りで本を読んだりアニメを見ているような、ちょっと泣き虫な所の有る至って普通の女の子。
ヨグ＝ソトースを用いて世界を滅ぼそうとしたナイアルラトホテップを、本拠地の「ン・ガイの森」ごと召喚した「無慈悲な灼熱（クトゥグア）」で焼き払って倒し、自らの命と引き換えに世界を救った。彼女の壮絶な死に様を見たミルココが後に天界から離反したことで、プリティ☆ベルは「天界にも魔界にも属さず、人の世界を守る第三勢力」となった。
現在、その魂はリィン・ロッドと同化しており、リィン・ロッドが復活した際は、言葉こそ発していないものの、厚志の魔法少女姿に笑い転げた後、激励する姿を見せた。
鹿島 洋子（かしま ようこ）
二代目プリティ☆ベル。35歳。25年前の「海魔騒動」を解決。やや天然気味かつ豪快な性格の女性で、「雷の大金槌（ニョムニル）」によるノリツッコミでルルイエの都市区画を3つほど粉砕したことがある。
ミルココ達と再会したときは成人して主婦になっており、3人の息子を育てている。夫婦仲はかなり良好な模様。旧姓は安原（やすはら）。
限定的かつ劣化版ながらリィン・ロッドなしで神威召喚（「雷の大金槌（ニョルニム）」と「ワイバーン」）や魔法障壁を使用でき、素の身体能力もかなり高く校舎3階から飛び降りることが可能なほどで、不意打ち＆景の援護はあったもののガギエルを圧倒した。
大田 景（おおた けい）
三代目プリティ☆ベル。26歳。ショートカットに眼鏡がトレードマークの女性。彼女のときのみ大きな事件や騒動が起こっていないため、「最も影が薄いプリティ☆ベル」と言われている。プリティ☆ベルを引退した後、小学校の教師となっている。有給を使用して厚志の家に逗留し、ルラや天界との戦いに関わる。
大江山流護身術の使い手で、ミルココ曰く「エリとは別の方向性の歴代最強」。限定的かつ劣化版ながらリィン・ロッドなしで神威召喚（「人面囀る鳥（ハルピュイア）」と「応答剣（アンサラー）」）を使用できる。プリティ☆ベルに変身できずともルラを戦闘不能に追い込み、「彼女の代で大きな事件が起きなかったのは、起きなかったのではなく起こさせなかったから」と認識させるほどの実力者。
相手の思考・能力・行動を読んだ上で、神威召喚を使いこなし最小限の兵力と消耗で戦いに勝つ、詰め将棋のような戦い方が特徴。感情の起伏が乏しく見えるが、ガギエルに襲われた際は冷静に対処しつつも、脅威が去った後に「怖かった」と涙ぐむなど、歴代プリティ☆ベルの中では比較的メンタリティは普通人に近い。
本人曰く彼氏募集中だったが、次第に厚士に好意を抱くようになって行き、「厚士の子供が抱きたい」と望むモカの許可を得て、ともに厚士の恋人となる。
田中 沙希（たなか さき）
四代目プリティ☆ベル。21歳。洋子に近いパワーと景に教わった技により総合的なスペックはかなり高く（それでも3代目最強説を覆すには至らなかったが）、10年前の「イナゴ襲来」を解決し、イナゴの対処で疲弊していたとはいえドゥール・ヴァリオンを破った。
プリティ☆ベルとなって戦っていた当時は阿久根（あくね）という少年とカードキャプターさくらのようなボーイミーツガールの関係だったが、成長するにつれ人間的に堕落した彼に警察沙汰となる事件を引き起こされ、恋人関係は破綻。アルバイト先の店長だった田中慶介（たなか けいすけ）と結婚し、主婦となり一児をもうける。旧姓は間島（まじま）。
限定的かつ劣化版ながらリィン・ロッドなしで神威召喚（「必滅定めし神の槍（グングニール）」と「天馬（ペガサス）」）を使用でき、携帯を用いたグングニール目視外狙撃によりガギエルを一撃で葬ったり、一度に大量のグングニールを打ち上げ「月の涙」の迎撃に協力したりと、一線を退きながらもプリティ☆ベルOBとして活躍する。

### 北の魔王軍（北軍）
“黒龍”ドゥール・ヴァリオン
北の魔王。「“黒龍”（シュヴァルツ・ドラッツェ）」・「“北の大地と嵐を統べる魔王”」の二つ名をもつ。黒髪の威厳ある壮年男性の姿をしているが、多かれ少なかれ人間である他の魔王と違い、七眼十二翼の暗黒龍が人間の姿をとった完全な人外の存在。全ての能力が高い最強の魔王とされ、10年前には世界征服に乗り出した。しかし、四代目プリティ☆ベルとの戦闘中に突如出現した天界の謎の兵器「イナゴの穴」を撃破するために力を使い果たし、後に四代目プリティ☆ベルに敗れ、以後傷を癒しながら雌伏のときを過ごしていた。
リィン・ロッドの覚醒に際しては、新プリティ☆ベルの出現を阻止すべく、ミルココを殺害してリィン・ロッドを奪おうとするが、厚志を気に入って和解し、モカを送り込んで彼の護衛に付かせている。
基本的には厳格で自身にも他者にも容赦のない性格をしているが、同時に公正でもあり部下にとっては頼れる魔王である。ただし、本質は「龍」であるため、人間同士の機微には疎い。シリアスなキャラクターだが、上記の通り人間の感情などを理解しきれていないため、マスケレイタが北軍に来た時はダッチに「体で繋ぎ止めろ」と真顔で命令するというギャグシーンを演じた（本人は全くの無自覚）。
その能力は「災害」と評され、一度本気を出せばその余波だけで世界中の天使・魔族が恐れおののくほど。「一切の小細工抜にただひたすらに強大」というシンプルな強さを持つ反面、繊細な作業は苦手にしている。
“隠密斥候（シークレット・スカウター）”ダッチ・アイス
北軍斥候部隊のリーダー。見た目はミルココとさして変わらない幼い少女だが、戦闘中はほとんど全裸に近いセクシーな格好をしている(作者曰く、「読者には申し訳程度に隠してはいるが実際には丸見え」)。亜空間を自在に移動する能力をもち、30メートルまでならミルココにさえ気付かれずに近づくことができる。
見た目通り基本的に無邪気で子供っぽい性格で、登場当初はドゥール・ヴァリオンの指示を受け、ミルココからリィン・ロッドを奪おうとするが厚志に阻まれて戦意を喪失。リィン・ロッドを奪う任務もなくなったため、以後頻繁に厚志の家に遊びに来るようになり、ミルココやエリと遊ぶなど和気あいあいと過ごしている。
年齢は10歳か11歳ほどで、発生時、既に肉体年齢が10歳相当だったため、事実上は21歳とのこと。
秘匿中の秘匿の切り札として、ドゥール・ヴァリオンが自らを『ダッチの部下として登録する』ことで、ザイニンと同様に疑似的に亜空間能力を発揮させて彼を召喚するというものがある。「ダッチの部下として、彼女に逆らえなくなる」という巨大なリスクを伴うが、完全な人外であるドゥール・ヴァリオンであるがゆえに、その研ぎ澄まされた嗅覚と本能で無垢な彼女を無条件に信頼し、実行した。
ザイニン
ダッチの7人の部下たち。切断熱線（カッティング・バーナー）という強力な攻撃魔術と、モカよりは弱いものの邪眼とガンドを使う。いずれも厚志には全く通用しなかったが、それでも正規の軍人であるため純粋な戦闘力は下手なチンピラ魔族たちよりもはるかに高い。
「ザイニン」という名前はダッチがドゥール・ヴァリオンから彼らをつけられた際、「こいつらは罪人だ」と紹介されたのを「ザイニンという名前」と勘違いしたことが由来。あくまで「魔王の法に照らしての罪人」であり人間から見た場合必ずしも悪人・犯罪者というわけではない。
上官であるダッチとの仲は良好で、身の回りの世話から食事の用意まで行い、全員の娘であるかのように慈しんでいる。
皮を貼り付けた骸骨のような見た目に拠らず、性格は全員常識的かつ献身的。

### 南の魔王軍（南軍）
“大淫婦”シャルエル
南の魔王。「“大淫婦”（だいいんぷ）」・「“霧の女王”」の二つ名をもつ。4大魔王の中では唯一の女性かつ最古の魔王で、4人の中で最年長者（年齢は300歳ほど）。元は下級の淫魔で、「霧」の能力も催涙ガス程度のものでしかなかったらしい。南は4大国の中で唯一の民主国家であり、シャルエルは象徴として君臨するだけで国の政治にも殆ど関わっていない（立憲君主制）。彼女自身は存在そのものが魔族にとって特別なもので、魔族におけるローマ法王や天皇と言うべき存在であるが、当人はある種の悟りに達しており、いたって明るく暢気な性格。
本人は戦い方も知らず、4大魔王の中でも「最弱」であるというが、あらゆる感覚を狂わせるという台風規模の広大な霧の世界を召喚する能力をもつ。召喚された霧の世界では、南軍兵や霧中に住む無数のモンスター達（エミリオによるとシャルエルの子供達）に駆逐されるため、能力を知る者からは「その気になれば虐殺にしかならない」と評される「無敵」の魔王でもある。10年前には天界の精鋭部隊レギオンが彼女1人に壊滅させられている。シャルエルによって刻印を付与されると、駆逐対象外となり、襲われることはない。
緊急時に国民を守るためと称して、ドゥール・ヴァリオンの数百倍ほどの魔力を身体に溜め込んでいるが、その多くがエッチなことをして男性から吸収したものだという。その膨大な魔力故、致命傷級の負傷すら即座に回復してしまい、常人であれば発狂するような暴行や拷問を受けても何の痛痒も感じないばかりか、逆にそれらの行為を楽しむような、大淫婦の名に恥じない常軌を逸した性的嗜好の持ち主。
エミリオ
南軍総務大臣。魔族としては下級だが、シャルエルやベルベリオン、ジロウなどの魔王たちに対しても一歩も引かない豪胆な人物。生真面目かつ堅物な性格であるため、普段はシャルエルの言動に対して「黙れ魔王様」などと辛辣なツッコミを入れるが、同時に絶対的な信頼と忠誠心を抱いてもいる。民主主義国のため民選の大臣である。元教師であり、自国の充実した教育体制を誇りにしている。教育者として民主主義体制を支える優秀な人材を育てることに情熱を燃やしており、教育論についてエリと熱く語り合う。
“音速の蝿” アルバート
エミリオのお付き兼護衛を務める少年魔族。9mm口径の二丁拳銃による近接戦闘が得意との設定がある。

### 東の魔王軍（東軍）
“白刃”ジロウ・スズキ
東の魔王。「“白刃”（しらは）」の二つ名をもつ。見た目はバーコードヘアの初老男性で、性格はお人よしの善人かつ平和主義者。しかし、一方で冷酷な現実主義者でもあり、平和のためならばどのような汚いことでも完璧に遂行する、底の見えない不気味な怪人物である。
特殊な能力は持たないものの、厚志をして「剣の間合いでは誰も勝てない」と言わしめるの無双の剣客、居合いの技量もさることながら相手の血飛沫すら浴びない防御技術は古の剣客から「千人斬れども死に装束、万人斬れどもなお白刃」と賞賛され二つ名の元となっている。そして魔王級の膨大な魔力が相まった超高効率の戦闘技術を体得しており、「永遠に斬殺し続ける誰も勝てない殺戮永久機関」と評される強さを誇っている。
およそ30年前、魔族が人間を襲わなくとも存在を保てるようにする魔術装置「瘴気収集システム」を開発し、この装置を世界各地に設置した。
四大魔王軍による四すくみのシステムを考案し、実現した卓越した政治家でもある。
厚志、イタカと共に、ルラの討伐と綾香の保護のためアジトに乗り込むも、破損したヨグ＝ソトースの鎌から噴出した魔力で自身を両断してしまった綾香を咄嗟に助けようとしたために隙が生まれてしまい、それを突いた綾香によって殺害される。死後もその存在は世界各地に影響を及ぼし続けている。
偽ジロウ
南軍のとある研究者が極秘裏に進めていた「哲学的ゾンビ」研究の産物。
知識や経験は生前のジロウと全く同じだが、ジロウの同意なしに作られたため、意識が存在せず魔力量も中級クラス。
しかし、卓越した技の冴え、さらに学習によって新たに編み出した技能だけで厚志・桜と言った魔王クラスの大物を次々と破る。
イタカの空爆によって破壊されるが、飛んできた肉片が振るった最後の刃が、厚志を守ろうとしたリィン・ロッドを粉々に打ち砕いた。
“風に乗りて歩むもの”イタカ
東の魔王の秘書で、眼鏡をかけた長髪の女性。普段はビジネススーツを着こなしたキャリアウーマン調の姿だが、ジロウの後をついでからは王らしい正装もするようになる。「“風に乗りて歩むもの”」・「“天を制するもの”」・「“最速の魔王”」などの二つ名をもつ。大戦期の英雄で元は魔王の1人だったが、大戦期にジロウに敗れてその配下に降った。
戦時など必要とあらば苛烈な行動を辞さないが、基本的にはかわいい物の好きな優しい性格で、側近のカッツェからも厳しさが足りないと評されている。
「生物的な戦闘機」のような姿に変身し、超音速の高機動と20mmガトリング砲・誘導爆弾などの武器で戦う。その戦闘力は最強の航空戦力と評されるに恥じないものだが、強力な火力故に魔力の消費も激しいという弱点も存在する。
ジロウ死後は東軍の魔王の座を引き継いでいる(これは事前に取り決められていた模様)。
最終回では自らの寿命を悟っていたため魔王を引退し、海岸でひっそりと消滅を迎えようとしていたが、サーファーの若者たちにナンパされ、新たな生きがいを見つけた（後日、その様子をSNSで見つけたカッツェと中島は「楽しそうで何より」と苦笑しあっていた）。
カッツェ
東軍運輸大臣を務める東軍発足以来の古参の海魔族。出身は瀬戸内海。ジロウに多くの薫陶を受けており要所の発言は手厳しくシビア。東軍にて監視していたルルイエ難民返還交渉のためクタニドを訪問し、綾香の下でその統治に協力する。エミリオの先生。
当初は中島に対して、面と向かって「バカは黙っていろ！」「俺はアンタに何も期待してねぇ」と言い放つほどだったが、その後、彼に対する評価を改めたようで、最終回ではお互いにうまくやっている様子が描かれた。
中島
ルラに加担しジロウ・スズキを魔王の座から降ろそうと画策した民主主義党の政治家。ルラによって体をショゴスに変えられていたが、それでも東軍という国家を裏切らず、逆にルラの隠れ家に厚志・ジロウ・イタカを案内する役を担い、未来の大統領に推薦される。
しかし政治家としては民主主義を間違って理解しているため、イタカやカッツェから厳しい評価を受けた。その後、東軍の討論会を通じて自分達の問題点を悟り、落胆するが、メンバーである大和の「一からやり直せということではないか」という言葉で持ち直す。天界による侵攻が本格化した際は、天界が用意した『安全地帯日本地域東北部』にスパイ兼支配者としてイタカから派遣され、「民のために」独裁者として奔走している。実際にトップに立つことによって、かつての自分がいかに愚かだったかを見つめなおすなど、『政治家』として一皮むけた様子を見せた。最終回では、カッツェらと共にイタカを涙ながらに見送った後、東軍の政治にかかわっている様子が描かれた。
キャラクタープロフィールによると、実は魔力や戦闘能力も高いのだが、本人の立ち位置故、それを披露する機会はない。

### 西の魔王軍（西軍）
“騎士王”ベルベリオン
西の魔王。「“騎士王”（きしおう） / ナイト・キング」・「“金色の獅子”（こんじきのしし）」の二つ名をもつ。二つ名に違わぬ武人肌であるが国益を配慮した深謀を欠かさない、王の中の王と称すべき人物で、4大魔王の中では最も普通の王。また、危機的状況の中でもベイカー伍長のジョークにジョークで返すなど、ユーモアもあり、完全なカタブツではない。
死してなお自身に付き従う英霊を使役する能力を持ち、数々の職種を用いることで単騎にして「軍」であり万能とされる。
他の魔王のことは全員嫌いだが、特にシャルエルが嫌いで彼女にはきつく当たる。そのため、彼女を慕っているダッチからは嫌われている。かつて命を賭して世界を救った初代プリティ☆ベルこと桃地美雪に対しては「大英雄」として敬意の念を抱いており、彼女の姿で襲撃してきたルラに怒りを燃やし、全力で撃退に当たるも、綾香の「アリス・イン・ナイトメア」に飲み込まれてその詐欺とも呼ばれる効力の前に屈し、西軍の主要人物を抹殺された上昏睡状態に陥る。
天界による侵略が本格化した際、意識を回復。戦線に復帰した。
ガリレオ
西の魔王軍の天才技術者。技術的には素晴らしいものを作るが、インスピレーションが沸いたとき、沸いたものしか作らないので、いつどういったものを作るのかは全く分からない。ベルベリオンからも彼の制作物をちょっと楽しみにされている。自分でも、自身の異端性はよく理解しており、それを知りながら厚遇してくれたベルベリオンには絶大な恩義を感じている。時にそれが行き過ぎてしまい、自らの有用な発明を出すことを（ベルベリオンへの冒涜だと感じたために）はばかり、逆にベルベリオンから「こういうのは思いつき次第言え」と呆れられていた。
ストライクウィザーズ
とあるジャパニメーションからインスピレーションを受けたガリレオが作り出した、高機動装備「レッグストライカー」を装備した西軍の機動空戦隊。超音速での飛行が可能で、戦闘時には獣耳状の高性能センサーと尻尾状の高性能バランサーが形成されるが、下半身は靴と靴下、下着風ズボン以外着用不能。
ガリレオの構想では元ネタのように軍服少女によって編成されるはずだったが、ハインリヒの信念により却下され男性隊員のみで編成される部隊となった。隊員の男性上級魔族は、全員が「下着風ズボン」（外見的には白無地のブリーフ）を着用している。出動時だけ着替えて待機時は普通の軍服でという意見があったものの、「着替えるための数秒で助けられる人がいるかもしれない」と却下された。
ハインリヒ
ストライクウィザーズを率いる隻眼の男性。西軍上層部の一員、元はドイツ魔王軍の保守筆頭。戦闘時は厳つい容姿に丸出しのブリーフとウサ耳という外見ではあるが、当人は質実剛健な職業軍人。ベルベリオンが人事不省に至った後は、魔王代理として西軍を取りまとめている。
ベイカー伍長
ストライクウィザーズの隊員の1人。隊の最精鋭であり魔王ベルベリオンに次ぐ高い戦闘力をもつ。職務に対しては真摯。装備している「下着風ズボン」のサイズが合っていないためか常に男性器がはみ出ている。14歳未満にしか興味が無いことを公言し、外見的には小学生くらいでありながら法的に婚姻が認められる年齢のミルココに求婚するなど、生粋のロリコンである。また、欲望に忠実な変態でもあり、暴走した際には非常に気持ちの悪い奇行に走る（ココアのパンツを被って変態仮面のような姿になったことも有る）。
最終回ではミルクと恋人同士になっており、お互いに上手くいっているらしい。

### 天界
大天使長ヴォルケエル
レギオン部隊をはじめとする多くの天使達を統べている天使。彼のさらに上に、“主”と呼ばれる高位の何者かが君臨している。プリティ☆ベルの天界制圧により失権。ガギエル達の天界離反の責任を取らされる形で辞任した後は生気の無い目（眼球が黒く塗りつぶされている）で、四つん這いで這いまわるなど廃人同様の状態になるが、後任のゼルエルとドーラを激しく動揺させるほどの天界の秘密を知らしめた。
神との最終決戦の際、彼に「世界は放っておいた方が良いのでは？」と発言したことで、その本心を神に見抜かれる。実は彼は周囲を完璧に騙して狂信者のフリをしていただけで、本心では『信仰』に狂っておらず、ゼルエルらと同様、神に世界を滅ぼされることを阻止しようとしていた極めて理性的な考え方の持ち主であった。
演技をする必要がなくなった後の“地”の彼は、粗暴な口調で話し、喫煙するなどそれまでとは打って変わった人間臭い性格を見せている。その後は登場していないため、去就は不明。
“戦車（タンク）”レモネード
新生レギオン戦車隊隊長。桜に対して、女性だけの部隊で彼に挑んだが相手にされなかったという因縁がある。ミルココとは古くからの知り合いで2人をレギオンに戻したいと思っている。過去に軍に命を救われたため天界の命令に忠実であるが、命令さえなければ魔族に対しても面倒見がよく付き合いやすい人物。ただし桜に対してだけは、上記の経緯から敵意をむき出しにしている。
ドーラとは相思相愛であり、最終的に結婚している。
“山嵐”ドーラ
新生レギオン砲兵隊隊長。遠距離攻撃の能力者ながら接近戦の能力もレモネードに次ぐという極めて高い能力をもつ。軍に忠誠を誓うまっとうな軍人であり、「宗教」を根拠に暴走色を強める天界に危惧を覚え始め、天界からの脱走およびプリティベル陣営への亡命の可能性も検討した。レモネードに告白し、恋人関係にある。ゼルエルの知己であり、後にボスの後任としてレギオンの総司令となる。
主な能力は砲（大砲が付属品のような乗り物も含む）および砲弾の生成、砲弾への魔力蓄積とその保守、付属として肉体強化や防御障壁といった具体でリカルドの上位互換。物量、火力、精度が桁外れであり、単騎として比較するなら天界最強である。不意打ちないし消耗していたとはいえ桜とドゥール・ヴァリオンを数秒で戦闘不能にし、マスケレイタでさえ力押しで圧倒した。その「格闘技のような」砲撃は「武術を極めた千手観音」に例えられ、「天界の呂布」「千手カノン」とも呼ばれる。
“戦闘機（ファイター）”サンドラ
新生レギオン制空部隊隊長。別名「“韋駄天”」・「“最速の天使”」。厚志たちの前に顔見せに現れ攻撃を仕掛けたが、厚志とイタカにあしらわれ、命からがら天界に逃げ帰った。
ミルココが天界にいた10年前まではお調子者だが粗暴な人物ではなかったが、「天使でありながらも限りなく魔族に近い何か」に作り変えられる施術を受けたために心を病み、魔王クラスの力と引き換えに短気で暴力的な性格に豹変してしまっている（ただし、非戦闘時は比較的まともで、以前通りのややお調子者な性格である）。
“人形使い（ドールマスター）”ミク
新生レギオン無人機部隊隊長。元々は補給兵で気弱な性格。模擬戦でサンドラが太刀打ちできない、高性能な無人戦闘機を使役する天界最大の兵力。
天使にしては珍しく、主義も思想も信仰も特別な過去も拘りも矜持も特になく、仲間思いで能力が優秀だっただけの至って普通の女の子。「みんな平和で仲良しならそれが一番だよね」と何となく思っており、そのためなら多少の努力は惜しまず、セラフィムの無差別攻撃の際はゼルエルの制止を振り切って交戦を開始した。一方でアインスにそそのかされた節はあるが、自分や人形達の立場的優位のため好みでない（逆に嫌いでもない）ゼルエルと寝て内心を探ろうとする大胆な面もある（その後ゼルエルとは無事恋仲になる）。
裏二つ名“月の女王”を持ち、意思をもつ人形の大量行使により月の裏側に秘密工場を所有しており、工場でさまざまな無人兵器等を生産、また運用も検討する。
機械化領域という能力を持ち、彼女が使役する3953万2562体の人形と自身の頭脳を直結し、一時的に神にも近い知能を発揮できるが、その間は文字通り機械のような人格になり、さらに自我崩壊のリスクも伴う。
旧レギオン時代、可愛がりという名のセクハラをされ過ぎたため、ミルココを苦手な先輩扱いしている。
“最初の人形”アインス
月面基地におけるミクの人形たちのリーダーであり、ミクの参謀。デフォルメした二頭身のミクのような外見(他の人形も同じデザイン)。
可愛らしい外見に似合わず、放送禁止用語を乱発したり、ミクに黙ってこっそり天界に対するクーデターの用意をしたり、情報を集めるためにミクにゼルエルと肉体関係を結ぶよう迫ったり非常に過激な性格。
その一方で主であるミクの不利益になることは決してせず、あらゆる状況に備えつつ最終判断はミクにすべて任せるという忠臣でもある。
“レギオンの心臓（レギオンハート）”カナデ
新生レギオン補給部隊隊長。膨大な魔力と魔力回復量を持ち亜空間を用いて魔力や物資を補給する能力をもつ。レギオン内部でも極端な過激派であるが、補給兵以外の軍人としての知識がないために思想は浮世離れしており（暴走を止めようとするドーラ達率いる戦車隊を相手に、拳銃で立ち向かおうとしたほど）、現実的な作戦立案なども不得手。レギオン内でも浮いた存在であるため理解者に飢えた一面があり、その心情をついたガギエルの甘言に乗り、彼の娯楽でしかない魔族狩りに加担、天界から放逐される。後に『本人』はティンダロスの猟犬によって食い殺されるが、事前に二人目のルラが取っていたバックアップ（曰く「人格も記憶も能力も、キッチリ過不足なくコピーして再現した」）を移植された『二人目』が登場。当初は「自分を複製する」という行為に対して怯えと嫌悪感を見せていた。
回想シーンではミルココやレモネードと共に過ごすシーンが度々描かれ、ミルココがレギオンを抜けるまでは比較的良好な関係であった模様。彼女たちの離反後は、上記の通り孤独であったためか常にギスギスした表情と態度であったが、ガギエルと行動するようになってからは急速に丸くなった（ガギエルもその点に気づいている）。
複製カナデ
ルラが個人複製技術で量産したカナデ。魔力のエネルギータンクとして９人ほど作られたが、そのままだと状況に絶望して自死してしまうため、脳を半分ほど壊してある。そのため、カナデ本人の魔力回復量には遠く及ばない。ちなみにガギエルも復活用のストックとは別に、偵察鬼2の素材として5体ほど量産されている。
“地雷魚”ガギエル
新生レギオン特殊機動部隊隊長。スポーツ刈りのさわやかな外見と裏腹に凌辱と殺人を好む危険人物、曰く悪鬼な天使。ただし本人曰く「結構（一般的な意味で）子供好き」とのこと。魔王クラスの魔力を誇りダッチと同じく亜空間を自在に移動する能力をもつなど能力上は無敵に等しいが、自分より確実に弱い者しか襲おうとせず、戦闘においても格下と踏んだ相手は徹底して舐めてかかるという悪癖が災いし、蹂躙は出来ても闘いは不可能な精神性で厚志や景はおろか魔力では決定的に差があるシスターエンジェルやデーモンジャーにも後れを取るなど失態を重ねる。軍内の分裂に対し、冷静な観点を持って標榜し第二のナイアルラトホテップとなろうとしていたが、前述の通り格下の相手にも後れを取るなどマイヤーと似た立ち位置におり、後に彼と同様にルラの配下になる。
カナデと同様『本物』はティンダロスの猟犬に目をつけられ食い殺されるが、二人目のルラが複製した『二人目』が登場しており、やはりマイヤーと同じように身体がショゴス化していることが判明している。その後、二人目は景を白昼堂々襲撃したところを、救援に駆け付けた洋子と沙希によって倒され、さらに三人目は復活したマスケレイタに襲いかかったものの、手も足も出ずに粉砕された。
その後は何かにつけて『殺されては復活する』を繰り返しているため、ルラからも「何でガギエルすぐ死んでしまうん？」と皮肉交じりに突っ込まれている。
神による『救済』が完結した後は、他の多くの人物同様に眠りについていたが、エルに呼ばれた厚志の手で強引に起こされる。亜空間能力者であることから神の空間の案内役を厚志に（恫喝されて）依頼され、彼らをリィン・ロッドの元まで導くという活躍を見せた。
全てが終わった後は、カナデやエルと共に人間界で（特に問題を起こすこともなく）暮らしている。どうも完全に性癖が塗り変わったようである。処刑されてもおかしくないことをやらかしているが、複製体であるが故の責任の所在の面倒くささと、エルの願いによって監視だけで済んでいる。
これでも魔王クラスの亜空間能力者である以上、決して勝てない相手は存在するにしても決して負けることもないため、作者による最強キャラランキングでは綾香、エリに次ぐ3位。実際に作中では必殺技である『対万物地雷（アンチ・オール・マイン）』でセラフィムを撃破している。
“超人”ボス
新生レギオン総司令。作戦立案から実際の戦闘まで、およそすべての軍事活動に秀でた超人とされるが、やはり天界の思想に毒されている（ガギエル曰く、「何をやらせても微妙」）。常にサングラスを手放さない強面に見えるが、サングラスの下はぱっちりとした目のかわいらしい顔つき。マスケレイタの仇であり、半獣型の女性魔族に対しては「浄化の慈悲」と称してガギエルでさえ「頭のおかしい」と評する性的に倒錯した殺し方を行い、それを「感謝されこそすれ責めようなどと筋違いも甚だしい」と言ってのけるほどの狂信者。
ヴォルケェル辞任後はテロを企てたとして北軍に収容されており、情報を引き出すために拷問を受け、マスケレイタと対面した際には元の面影もなく半ば発狂状態になっていた。
神が救済を完結させた際には『楽園』で蘇り、全てが終わった後は他の信者たちと共に「幸せに」過ごしていたが、千年ですることも無くなって（それまで信仰していた神を「神もどき」と罵倒しながら）終わりが無い事に絶望し信徒どうしでの殺し合い。その後、仮想現実に逃げたり数万年で発狂しては立ち直るを繰り返したのち、完全に信仰が崩壊し己の罪を自覚しながらも絶望を繰り返し、最後はルラが予測したように、もはや思考も手放した「生きた石」のような状態になって永遠に順応するという、『楽園』とは『大紅蓮無間地獄』であることを示し、過ごす者の末路を読者に解説する役割を担った。
“掃除人”イロウエル
新生レギオン科学兵器部隊長。魔族にのみ有効な毒ガスを撒く能力をもつ。作中ではほとんど出番もセリフも無く、詳細な性格は不明。素顔は頬に傷のある長髪の男性だが、常にフルフェイスのガスマスクを被っている。ヴォルケェル辞任後はボスと同じく南軍に幽閉され、そのことが説明された一コマで素顔を見せている。
“五里霧中”バルディエル
ミルココの直属の上司。弁が立ち交渉と対話に秀でている。しかしうかつにプリティ☆ベルの面々に身内を盾に脅迫を行ったことを宣戦布告と判断され「魔王軍への攻撃凍結かプリティ☆ベルによる天界殲滅か」という一触即発の事態を引き起こしてしまう。その後は特に処罰を受けた様子は無く、ヴォルケェルとボスの口論の際には、ボスに対して半ば錯乱状態で手を上げるヴォルケェルをなだめる姿が描かれた。
“双索敵手の後継（リトル・レーダー）”メリィ・ジェーン
新生レギオン偵察隊特別隊員。ミルココ程ではないが高い索敵能力を持っている。偵察中に突如現れたマスケレイタに襲撃され、他の部隊員とともに死亡した。
ゼルエル
ヴォルケエル失権後、ミルココが推薦した天使たちの中から、魔王軍が選出した新たな大天使長。ヤンキーのような風貌とは裏腹に徹底したリアリストであり、生真面目で誠実な人物。魔王軍からも地に足がついた人物と認められている。ドーラの旧友。
後にドーラと共にヴォルケエルによって『天界の重大な秘密』を見せつけられ、以降は（不本意ながらも）以前のヴォルケエルのように魔族殲滅のために行動するようになる。
熾天使セラフィム
天使たちの最上位種で、目的は魔族および“信仰を持たない人間”の絶滅（これが理由で、ゼルエルは人類を守るために魔族殲滅を決意した）。マネキンのような頭部に、6枚の翼を持った姿をしている。出現条件は（強いて言うなれば）「天界勢力の完全敗北」で、ゼルエルが降伏を示したことで出現した。
信仰無き者は人間、魔族問わず裁かれるべきとして世界中に無差別攻撃を行い、エリや綾香、さらには魔王軍や「人類を守る」ことを行動基盤とするミク達と交戦する。
スペック自体は魔王クラスでありながら戦闘に長けていないのか、同じ魔王クラスどころか「大和」にさえ容易に殲滅され、新悪魔軍にも倒される程弱い。しかし、「神」の加護を受けることによってドゥール・ヴァリオン級となり、アリス・イン・ナイトメアを内側から焼き尽くしザ・デスを正面から受けきる防御障壁を展開できるレベルまで強化される。
なお、何百体も同型が存在するが、個別に自我はあり、恐怖なども感じている描写がある。
神
天界の黒幕。コマごとに顔の変わる白い少年の姿をしており、ルラの前では顔そのものが無い（黒く塗りつぶされている）。正真正銘「神」としての力を持ち、モカおよびミルココを『錘』として現世に降臨した。目的は信仰を持つ者のみを救い、それ以外の人類と魔族を滅ぼすこと。
その正体は宗教によって救われた人間の思念と魂から生まれた天使の一種で、最大人口の宗教であるキリスト教を主軸に据え、あらゆる宗教者を救うために生まれた。そのため、全てのキリスト教の神父から「幼稚なテロリスト」と否定され（全ての宗派、個人に全て合致する神にはなり得ない為）、神道の神主には「要らぬ世話」、インドの仏僧には「悟りから程遠い、人の前に自身が救われよ」と完全否定される。
ルシフェルとの戦闘時には、顔面に黒い穴が開いたウルトラマンのような姿に変貌した（ミク達からも「ウ○トラマンに謝れ馬鹿野郎!!!」と罵倒されている）。
上記の誕生経緯から、「宗教」を基盤とした歪み切った思考を持ち、ナイアルラトホテップは4千年かけても彼を殺すことも説得も出来なかった。人を皆殺しにするキリスト教の神とは実現すればそれは「脅威」であり「殺戮」を撒き散らすだけの有害な外敵に過ぎない当たり前の現実すら認識出来ない無知蒙昧だったのだ。
「神」としての次元が違う力を持つためどれだけ強力な戦力があっても彼の前では無力であるが、自我を持つ存在であるが故の弱点が一つだけあり、その弱点を突かれて敗北した。
最後の悪あがきとして、信者と共に異空間の『楽園』を切り離して逃亡するが、ボスの項目にあるように最初の百年ほどは信者たちと幸せに暮らしていたものの、千年で信者たちが『楽園』が「終わりが無い地獄」であることを悟って争いをはじめ、一億年後には彼以外は思考する者も存在しなくなり、かつてルラが提示した「小さな目標」である138億年が経った頃には彼自身が“真の神”に「死」という救いを求めるようになった。
それでも死ぬことが出来ない彼に救いが訪れるはずもなく、3那由多8674阿僧祇2452恒河沙9426極2985載56正3795潤9890溝765穣6杼98垓478京5986兆2368億6500万3256年後というとてつもなく長い年月（ただし、我々の宇宙から見れば一瞬の出来事であったとされる）の後、彼もまた生きた石となったところにルシフェルが出現。すでに思考という行為も忘れていたが、わずかに「嬉しさ」と「懐かしさ」を思い出したところで、ルシフェルによってようやく『終わり』をもたらされた。

### 海魔族
“深き者ども（ディープワンズ）”マイヤー
魔族自由同盟でリカルドや桜たちとつるんでいた男。海魔王ダゴンの12王子の1人。知将を気取っているが実態はせこい小悪党である。桜をプリティ☆ベルにけしかけミルココともどもプリティ☆ベルを始末し、リィン・ロッドを奪おうと画策するが、リカルドとマッドの離反や桜の抵抗、北軍斥候部隊の介入、さらにはエリの圧倒的な魔力など、予想外の事態が重なり計画は完全に粉砕された。今後悪さをしないという約束で厚志に一度は解放されたが、ミルココには約束を守る気などないことを最初から見抜かれており、モカのガンドによって処刑された。
死亡したと思われていたが陸上で活動していたのは分身であり、海中深くに潜む本体が無傷だったため厚志たちの街から遠く離れたどこかで復活。復活した先でルラと出会い彼女の手先となった。
その後はルラの手下として海魔族を扇動しつつ暗躍するも、ヨグ=ソトースを用いたルラの計画が失敗した後は綾香と行動を共にする。綾香がルルイエの女王として海魔族を取りまとめていた際は、権力を求めて綾香の側近となっていた(綾香とカッツェもそれを承知の上で「海魔族統治の役に立つなら」とマイヤーにある程度の権力を認めていた)。
ルラによるルルイエ奪還の余波を受け、本体が完全にショゴス化。意識を乗せた分身こそ無事だったものの、二度と新しい分身を作ることができなくなる。故郷を初め全ての寄る辺をなくし、厚志達に助力することを決める(厚志たちにすら見捨てられたらもうどうしようもない、と覚悟してのことだった)。厚志からは「まっさらになったのなら、ここからやり直しだ」と受け入れられたものの、同時に「これからも今までのようなタイプでいるなら今度こそ始末する」とにこやかに釘を刺される。
すべてが終わった後はルルイエに戻ったが、権力には興味がなくなったようで、就任演説を前にガチガチに緊張していたブランチとレヴィに対して「おちつけアホども」と呆れながらツッコミを入れている。
下劣な性格ではあるものの頭の回りは悪くなく、自ら策略を練って実行に移す能力は桜からも評価されているほか、ルラからも無能な海魔族首脳陣に比べ「使う分には遙かに有能」、カッツェからは「脇から分析する分には有能」と評価されている。
海魔王ダゴン
海魔族を治める海魔王。目の無い巨大な半魚人のような姿をしている。無能な王子たちにうんざりしすぎた末に、王子たちの決定に黙って許可を出すだけの抜け殻同然の状態となっている。ルラと綾香の手により王子たちもろとも殺害される。しかし、内憂を多く抱えながらも百年間、致命的な事態を起こさずに海魔族を統治してきたことはルラからも評価されている。
王子たち
海魔族を治める首脳部。過去のプリティ☆ベルとの戦いで有能な人材の多くを失った後は無謀で短絡的な作戦を行おうとし、それを咎めたルラの忠告を理解することすらできない無能な人物がほとんど（それこそ『典型的な子供番組の悪の組織』のようなやり取りを“地で”行っている）。ルラと綾香の手により、ワーム以外の全員が一瞬で殺害される。容姿はマイヤーやワームのように人間に近い者から、タコのような頭部を持ったもの、半魚人のような姿の者（唯一『鬼神将フタング』という個人名が判明している）まで様々。
ワーム
海魔族の王子の1人。細かい為政の全てを行い、他の王子の無謀な決定を諌めるなど、海魔族首脳部の中で唯一まともに政治を行うことができる人物。ダゴンおよび王子たちが殺害された後、ルラによって王と王子らを粛清し革命と民主化を成した英雄として仕立て上げられ、海魔族の初代大統領となる。
根は善人であり「キラキラしたそれこそお花畑のような国を作りたい」と本音では考えているが、そのための過程と構想が根本的に欠落しており、海魔王が打倒されても一向に国が良くならないことに苦悩し相談したルラの甘言に乗って、魔王軍消耗の壮大な囮に利用されるなど、愚かな人物。ルラが評して曰く「夢遊病者」「アホ」。
最後は海魔族の戦力をほぼ全て失った上に、ルラが差し向けた偽の「ティンダロスの猟犬」に部下ともども噛み殺された。
レヴィ
ルルイエに住む海魔族の1人。ルルイエの思想に染まった立場（キャラクター解説によると、「全てにおいてルルイエの平均」とのこと）として、綾香によるルルイエの統治を民衆の立場から見せる役割を担う。
二人目のルラによるクタニド襲撃時に、他の市民共々暴走した体によって脳を破壊されるが、後に脳が修復可能なことが判明。他のごくわずかな市民と共に復活させられ、半ば強制的にディダラボッチのパイロットにされるが、この際に歩行戦車の操縦者として非凡な才能を持っていたことが判明。イタカすら撃墜するという大金星を挙げるが、褒美を与えようとするルラに対して、彼女（？）自身を求め、実は一目惚れしていたことを告白するなど、ロリコンだったことが明らかになる。
最終回ではルルイエの要職に就いたようで、就任演説を前にしてガチガチに緊張しているブランチに「落ち着け」というものの、彼自身も固まっており、マイヤーからツッコミを入れられていた。
ブランチ
ルルイエに住む海魔族の1人。海魔族の典型のような性格で、早期に廃棄地区に落とされるも、あまりの惨状に一念発起しレヴィ等同志と共に城下地区行きを目指す。元々は極めて怠惰な性格だったが、綾香の狙いなどを正確に理解し行動を改めるだけの理性と知性はある。
レヴィ同様、ルラによるクタニド襲撃時に脳を破壊されるが、やはりレヴィと同じ理由で復活。他の市民とは対称的に、まともになりかけていたルルイエが台無しになったことや、自分たちがショゴスになっていたことにただ一人内心反発していた。
一人目と三人目のルラによる『高田厚志奪還ゲーム』の際は、ココア＆マイヤー組の前に立ちふさがるが、マイヤーに歩行戦車のコクピットから放り出された後、機体はココアによって奪取された。
最終回ではルルイエに戻り、就任演説（おそらく大統領）を前に、緊張してガチガチになっている姿が描かれた。
女の子（本名不明）
綾香が初めてルルイエを訪れた際、彼女に助けを求めてきた女の子で、綾香達よりも幼い外見。顔の左半分に火傷のような傷を負い、ぼろ布一枚の姿が特徴。彼女に助けを求められたことがきっかけで、綾香は自分がルラに騙されていたことを知った後も、ルルイエの住民たちを助けようとした。
幼く弱々しい外見とは裏腹に、本性は典型的なルルイエの海魔族で、革命が成し遂げられた際には、他の住民たちと共に嬉々として貴族王族の処刑に参加し、ルルイエが綾香に統治されることになった時には「東軍に寄生する機会を奪った敵」として、彼女に石を投げつけた（この事で綾香は深く傷ついた）。その後もその性根は変わらず、早々に廃棄地区に落とされ、空腹で倒れているところを白ウサギから「『自分のため』を追求したつもりで群れを破壊する純然たるアホ」の喩えに出されるなど度々登場していたが、二人目のルラによるクタニド襲撃の際に、他の市民と同じように、暴走した体によって脳を破壊される。レヴィやブランチとは異なり、それ以後は一切登場していない。

### 世界に危機をもたらすモノ
ルラ
謎の少女。大戦期には海魔族を率いる立場だった人物。死んだと思われていたが人間になって復活したため、ミルココのレーダーにも感知されない。
スリングショットや裸Yシャツなど露出度の高い服装を好む傾向があり、本人もそれに対して羞恥を覚えていない。
何らかの意図を持ってプリティ☆ベルや魔王軍、天界の均衡を崩そうと目論み、マイヤーや綾香等を動かして「這いよる様に」計画を進めている。その手腕は恐ろしく、発する言葉は夢想家が掲げる現実性のない理想をあたかも現実にする様に語りかけ、情熱に更なる火をくべ、信念を狂気に、善意を悪意に、夢を悪夢へと誘っていく。幾つもの計画を同時進行で組み立てて遂行する策略家だが、一方でミスを犯すことも少なくなく、どこか抜けた所がある。綾香の急成長によって「世界を相手に簡単に勝ててしまう」状態になったことに「それではつまらない」と本気で狼狽して悩んだり、綾香を助けようとして逆に殺害されたジロウ・スズキの死に様を見て、彼が抱えていた虚無感や苦悩に共感し涙を流すなど、単なる悪意のみではない複雑な性格の持ち主。リィン・ロッドの正体を知った後「同志だったのか」と口にするように世界の全てを愛しており、だからこそ「神」の手にかかる前に滅ぼしたかったらしい。
綾香に創造させたヨグ＝ソトースを起動して世界に対する勝利宣言を行うとともに、綾香に対し自分が彼女を騙して利用していたとネタ晴らしするが、「危ないから」という理由で綾香がヨグ＝ソトースに停止機構を組み込んでいたことを知らず、呆気に取られたところをプリティ☆ベルに叩きのめされ敗北。ただし本人は、「こんなつまらない勝ち方にならなくてよかった。自分の間抜けさに感謝したい」と逆に大喜びしていた。その後、東軍によって拘束され、厳重に隔離されている。
三人目に救出されてからは『高田厚志奪還ゲーム』をプリティ☆ベル陣営に仕掛けるが、そのさなかに厚志は自力で脱出。復活したリィン・ロッドで変身可能となった厚志に敗れ、三人目と共に拘束される。その後厚志の「お前の『本当の敵』と共に戦わないか」という提案を受け入れ、以後は厚志達に協力する。
ちなみに本物の美雪は青い瞳だが、ルラは瞳が赤いという違いがある（単行本のカバーで確認可能）。また、景の応答剣で両目を潰されて以来、完治後も左目を閉じたり眼帯で隠していることが多い。
その正体はナイアルラトホテップであり、作中では死んだはずの初代プリティ☆ベルである桃地美雪と同じ姿で顕現している。美雪の姿自体はかなり気に入っている様子。
“這い寄る混沌”ナイアルラトホテップ
物語開始30年前に世界を滅ぼそうと目論んだ狂気の人物。魔王と言われているが魔族であることも怪しい正体不明の謎の存在。魔界の欠片を吹き出すヨグ＝ソトースを完成させるためプリティ☆ベルにちょっかいをかけ、しかし「無慈悲な灼熱（クトゥグア）」に焼かれて死亡したと思われていた。
その正体は最古の魔族で、4千年という他の魔族とは一線を画する長い時を生きてきた。
第2のルラ
東軍に捕らわれたルラとは別に現れたもう一人のルラ。天界から離反したガギエル達を引き入れ、独自に暗躍している。『ヨグ＝ソトースの鎌奪取作戦』の際、自身を囮にして厚志に殺害される。
第3のルラ
死亡した二人目のルラの後を受けて登場。一人目の奪還作戦を展開する。その後、厚志を捕らえ、一人目と共にプリティ☆ベル陣営に『高田厚志奪還ゲーム』を持ちかける。厚志達に敗北後、共闘が決まってからは、引き続きルルイエ住民達とガギエルらを率いて行動している。

“無形奴隷（スライムスレイブ）”ノワール
ルラの使役する下級魔族。元々はルラに「ショゴス」と名づけられていたが、後に、それが種族名だと思った綾香によって「ノワール」という名前を付けられた。綾香からは、配下や部下と言うよりは友達や妹のように接せられている。ショゴスの中でも上位の指揮権をもつ存在で、ショゴス化したクタニドやルルイエの住人を容易く制圧できる能力をもつ。
魔力強度は低いが怪力かつ不定形という体質のため、切っても殴られても死なず戦闘能力は高い。さらに自我が希薄で悪意も敵意も持たないため、ミルココのレーダーにも感知されない。ルラの実験も兼ねてを虐待していた男を食い殺したが、その際にもココのレーダーに感知されていななかった。
“第2個体”ブラン
命令を受け付けなくなったノワールに代わって、第2のルラが新たに作り出した上位レイヤーショゴス。外見はノワールとほぼ同じ。
“黒の女王（クイーン・オブ・ナイトメア）”夜元綾香（やもと あやか）
エリの親友の小学4年生。ノワールと合体し（というよりも身に纏い）、空間を切り裂き「魔界」を噴出させる「ヨグ＝ソトースの鎌」を扱う魔法少女に変身する。この時、身体にピッタリとフィットし胸元が開いた黒いドレスととんがり帽子を身にまとい、左目が赤く変化する。
本編開始の1年半前から母親が家に連れ込んだ男に虐待され、母親からも邪険に扱われていた。それを見抜いたルラに、家庭問題の解決と引き換えに正義の魔法少女にならないかと勧誘され承諾し、男を力ずくで追い出しルラのアシストもあり母娘関係の修復に成功する。普段は大人しく、苦しんでいる人に積極的に手を差し伸べる優しい性格の少女だが、虐待を受けた経験が影響しているのか、海魔族の王子たちのような敵対者を一切の躊躇なく殺害する苛烈な面も持ち合わせている。この点をルラは「まるで少年漫画の主人公のようだった」と評している。しかし、この「悪に対する冷酷さ」を付け込まれ、ルラのテロに進んで協力し、ベルベリオンに重傷を負わせジロウを殺害するなど、魔族社会を大いに混乱させた。
魔法少女としては、彼女を勧誘したルラの想定すら遥かに超える天才的なセンスを持ち、単体で魔王クラスから軍隊までも撃破するほどの桁外れの能力を習得している。しかし、即座に魔王クラスの防御力を突破できる攻撃力は持っておらず、ジロウや厚志のような相手に奇襲をかけられると手の打ちようがなくなる。しかし、その圧倒的な物量、燃費、火力、ステルス性が評価され作者による最強キャラランキングではエリをおさえ1位となった。
ルラに自分がやってきたことが「正義の行いではなく、悪事の手伝いだった」ことを暴露された後はクタニドに逃げ込み、一時的に人間不信に陥る。そんな中でも東軍に隔離されていた旧ルルイエの住人達を引き取ったが、彼等の実態に失望と怒りを覚えルルイエ市民の統治を決断し、同時にエリや魔王軍への不信を払拭する。また、ガギエルの暴走時は魔王軍への若干の不信感はあったが、分身を大量に作成し世界中を監視することで貢献した。このころから、『黒の女王（クイーン・オブ・ナイトメア）』の二つ名で呼ばれるようになる。
社会主義と階級社会を組み合わせることでルルイエの統治は順調に進んでいたが、ルラとブランの襲撃によりルルイエ市民が全員死亡、クタニドも脳を完全に破壊されリセットされた。その際、ショゴスによって胸を貫かれた(これでもノワールやクタニドが自我を持って抵抗したため軽微な方)が、ノワールと合体していたため一命をとりとめる。しかしこの襲撃により、ルルイエはおろか「ヨグ＝ソトースの鎌」までも失ってしまう。それでもノワールによるショゴスへの上位指揮権は残っており、対ショゴスにおいては依然強力だった。
その後しばらくは自宅アパートの地下に城を作りそこで隠遁していたが、魔界と天界の全面戦争が始まった折、天界から危険視されていることや魔族社会の危機、それに伴い周囲の人間にも危害が及ぶ可能性をカッツェから聞かされ、自分の周りをはじめ魔族を守るためジロウの代わりとして頑張ることを決め魔王軍に協力する。
厚志らが「ヨグ＝ソトースの鎌」奪還後、すぐに合流して変身と共にヨグ＝ソトースを展開、天界が降伏する決定的要因となった。

### その他
“狂犬”桜
魔族自由同盟に所属していた青年。善も悪もなく、ただ強い相手と喧嘩が出来ればよいという生粋の喧嘩狂で、金にも女にもなびかず、言うことを聞かないため、マイヤーには疎んじられていた。彼が喧嘩相手と見なすのは基本的に男性だけであり、当初はドゥール・ヴァリオンすら降したプリティ☆ベルの噂を聞いても、魔法「少女」であるということからあまり関心を示していなかった。しかし、五代目プリティ☆ベルに選ばれたのが男性の厚志であると知るや否や俄然闘志を燃やし、リカルドやマッドの制止も振り切り戦いを挑む。
周囲からは下級魔族レベルと思われていたが、実際には弱い相手とも対等に喧嘩をするために自らの強さを制限する「ハンディキャップ」という能力を使い力を制限していただけで本来は魔王クラスの実力をもった魔族である。厚志との初対面時は人間レベルにまで力を制限していたためミルココにも人間と誤認させた。天性の戦闘センスの持ち主でもあり、それらが相乗して凄まじい戦闘力を発揮する。最弱状態では、二頭身のマスコットのような姿になり、サイズも小動物くらいのものになる。
戦闘時は6本腕のエイリアンのごとき異形の魔族と化す。戦闘に用いる主な能力は魔力の純粋集中のみだが、圧倒的魔力強度故にそれだけで必殺の破壊力となる。また腰には炎を吹きだすブースターがあり、これで飛行が可能な他、あまり使用しないが火炎放射器代わりにもなる。ただし、魔力強度が強い分消耗も早い弱点がある。
喧嘩狂ではあるが、普段は紳士的で潔く律儀な性格をしており、強くなることにはストイックな姿勢の持ち主。また、あくまで「喧嘩」好きであり、彼にとっての喧嘩はスポーツや格闘技のようなものであるため、再起不能や殺害と言った必要以上に相手を痛めつけるような行為はしない。普段は女性への関心は薄いのだが、何もせずとも相当モテる上に据え膳に手を出すこと自体には躊躇いがなく、実はそれなりに火遊びの達人じみた側面もある。
アクアマリンに対しては、事前に「普通に浮気もするし、飽きたらフラッといなくなる」と宣言していたものの、仲間にも隠している最弱モードのことを彼女にだけは教え、神が見せた夢の中では彼女の偽物に対して「俺の女の声で騒ぐんじゃねえ」と激怒して首をねじ切るなど、彼なりに彼女のことを大事にしていることがうかがえる。
日本のサブカルチャーにも造詣が深いようで、シスターエンジェルとデーモンジャーの戦いの話を聞いて「戦隊ヒーローと変身ヒロイン夢の競演」と面白がっている。
“千枚刃”ホァン
魔族自由同盟でマイヤーの用心棒を務めていた男。イタカ同様大戦期の英雄の1人。無数の剣を操る能力を持ち、中級魔族ながら上級魔族も屠る実力の持ち主。
高潔で義理堅く、冷静かつ冷徹な武人気質の人物だが、過去にマイヤーに命を救われたことがあり、その義理から用心棒を務めていた。プリティ☆ベルとなったエリを殺せとマイヤーに命じられ、全力の技「全剣召喚・万剣殲滅（ワンジィェン・ジャンミェ）」でエリを攻撃したものの、彼女の自動防御によって一蹴された。
エリを攻撃する直前、彼女との間の「竹槍と空母」ほどもある物量差を悟ったのか、マイヤーに「これで命の恩は完済にする」と宣言している。事件後はフィーヴァーと行動を共にしているが、最終回では再びマイヤーの隣にいた。
“街医者”フィーヴァー
魔族自由同盟に所属していたスキンヘッドの男。医療能力に特化した上級魔族。マイヤーの企みを汚いと考えるなど見かけに反して良識的な人物であり、彼の計画には加わらなかった。騒動後は怪我した参加者の治療に追われる。実はゲイであり、一部の男性患者には恐れられている。
悪魔戦隊デーモンジャー
赤松焔、日吉こがね、青山清十郎、黒川小夜彦、原田みどりの5人。スーパー戦隊シリーズのヒーローのように変身する。シスターエンジェルのライバルで、彼女たちとは「なんとなく」戦って勝ったり負けたりする仲。中級魔族の中でもハイクラスの実力を誇り、かつて紅一点のイエローを除いた他4人は桜に喧嘩を吹っ掛けられボロボロにされたこともある。マスケレイタに敗北後の桜の特訓にシスターエンジェル達と共に付き合わされている。
年齢は全員7歳。ただし、小夜彦は「現世デビュー7年目の30代」だと主張している。
デーモンレッド / 赤松焔
デーモンジャーのリーダー。喧嘩っ早い猪突猛進キャラで、直接戦闘能力はメンバーの中でも一番高く、鎧武者のような姿に変わる第二形態への変身も可能。得意技の「バーンナックル」は炎の温度を最大数千度にまで高めて敵の強度・魔力強化に関係なく焼き尽くす。（一応）敵対しているシスターガーネットに密かな想いを寄せており、本人の奥手ぶりと彼女の鈍感さから気持ちは通じていないが、デートをしたり共闘したりと、かなりいい雰囲気になりつつある。
なお、同音同名であるとは言え「ほむほむ」呼ばわりは勘弁して欲しいと思っている。
デーモンブルー / 青山清十郎
戦闘においてレッドのサポート役を務める腕の立つ剣士。多大な魔力を消費する形ではあるが、高い再生能力とスタミナを持っているので多少の傷はすぐに回復可能。スポーツ刈りに眼鏡が特徴の一見クールな印象だが、プリベル勢やシスターエンジェル達との旅行の際には露天風呂にてレッドと一緒に女湯を覗こうとするなど悪友エロコンビぶりを見せている。海魔族であるがまっとうな生活を送る小集落の生まれらしく、ならず者ばかりのルルイエの海魔族には迷惑している。ちなみに、大多数の海魔族は耳の部分がヒレのようになっているが、彼は普通の形の耳である（変身後は耳の部分にヒレが出来る）。
デーモンイエロー / 日吉こがね
ポニーテールが特徴の、デーモンジャーの紅一点。本編での台詞や出番は非常に少なく影も薄いが、得物である小型光線銃は殺傷力を自在に調節出来る便利な代物。かつて他のメンバーが桜に喧嘩を売られてボロボロにされた中、女性である彼女だけは除外され無事だった。
実は黒川小夜彦とは夫婦関係であることが、最終巻の巻末にて明かされた。
デーモングリーン / 原田みどり
厚志ほどではないが浅黒くマッチョな体格が特徴の防御担当。イエローと並んで影が薄いものの、実は厚志と同じくボディビルダーでプリティ☆ベル襲名前からの熱烈な彼のファンという密かな設定がある。因みに趣味はソープ巡り。
デーモンブラック / 黒川小夜彦
悪魔戦隊の司令官にして「デーモンジャーチーム」の創始者。サングラスをかけたヤクザ風の外見をしている。「影を操る防御」や捕縛能力、高い感知能力を駆使する追跡暗殺者。基本的なスペックはメンバーの中で一番低いが、同時に一番危険でもあるという。
実は日吉こがねとは夫婦関係。

天界遊撃部隊“修道服美少女戦士シスターエンジェル”
シスターガーネット、シスターエメラルド、シスターアメジスト、シスターアクアマリン、シスターダイヤモンドの5人。修道服を身に纏っている。
元々はミルココの後輩たちで、当時の天界の方針に従っていない彼女たちから訓練を受けたため、命令遂行能力がないとみなされ放置されている。普段はチンピラ魔族を更生させたり、ライバルの悪魔戦隊デーモンジャーと「なんとなく」戦ったりして過ごしている。
実は、秘密裏に行われた初期の強化実験によって能力は向上したものの、記憶と気力を喪った廃人状態に陥り、実験を受けたことを知らない者たちから「落ちこぼれ」と呼ばれるようになったが、ミルココの指導（実態はハートマン軍曹ごっこ）によって回復した過去をもつ。暴走や謀反を懸念して自我を奪い操る術が施されており、作中では「処刑」モードにさせられてしまったが、気力で術を解除した。
また、全員「シスター」を名乗っているもののキリスト教徒ではなく、なんちゃってである。（シスターは修道士であるという認識も薄くキリスト教へのイメージも滅茶苦茶だった）
四大魔王軍によって天使が天界外での行動を封じられた際は「天界の指揮下に無く、正当な治安活動しかしていない」として、イタカの計らいで地上での無期限滞在許可を発効された。
年齢は全員28歳。
シスターガーネット
赤いロングヘアが特徴の、シスターエンジェルのリーダー格。正義感が強くミルココの教えを忠実に守って日夜戦っているが、やや脳筋気味のアホの子で、喧嘩狂の桜を更生させるべく無謀にも「お仕置き」しようとした。戦闘スタイルは本人の性質をそのまま現したような突撃系で、多重防御障壁と無数の火球を展開して敵に突っ込む斬り込み隊長。裏表のないシンプルないい子と評される。因みに「シスターエンジェル」の称号を気に入っているのはメンバーでは彼女1人だけである。他者の色恋には無遠慮に首を突っ込む反面、自身はデーモンジャーの赤松焔から寄せられている好意に全く気づいていなかった。ダブルデートでの一件以降は彼女もそれなりに好意を抱いている様子である。肉体年齢は16歳。
シスターアメジスト
非殺傷攻撃および回復を得意とする後方支援担当。一見すると穏やかでおっとりしているが性根は筋金入りのサディストで、デーモンジャーとの戦いのときにも平気で味方を巻き込んで広範囲殲滅型の術を行使し、あまつさえ「死ぬほど痛いだけで殺してはいないのだから十分に人道的」と言い切ってはばからない。肉体年齢は16歳。
シスターアクアマリン
剣を召喚しての二刀流で戦う突撃制圧担当。眼鏡と三つ編み、広い額がトレードマークのツッコミ役（主にガーネットに対しての）でもある。ガーネットが喧嘩を売った桜に当初は怯えていたが、その後の成り行きで共闘するにつれて単なる乱暴者とは違う紳士的な態度や頼もしさを知り、好意を抱くようになる。桜との性交渉によって魔力強化された。肉体年齢は15歳。
シスターダイヤモンド
近接戦闘に特化した能力をもつ、メンバー1の不良。サングラスを装備し喫煙を嗜むなどシスターらしからぬ蓮っ葉な女性だが、昔散々しごかれたミルココには頭が上がらない。他の4人とは違い見た目は一番成熟しているので「修道服“美少女”戦士」の名には結構な忌避感を抱いている。
シスターエメラルド
魔力障壁の扱いを得意とする防御担当。メンバーの中では一番幼い見た目をしているが、魔力の扱い方が器用で、最低限の魔力で適切な防御力を自在に展開出来る。肉体年齢は12歳。

マスケレイタ
天使を無差別に襲い殺害し続ける正体不明の魔族。機甲型魔族「ダンクルヘイト」（後述）に乗って、強烈な殺気を振り撒きながら（本人曰く思い出し殺気）流している。普段は人間の姿をしているが、戦闘時には「変身解除」して、黒い仮面ライダーのような姿に変身する（作中でも何度か「仮面ライダー」と評されている）。
障壁を利用して全ての攻撃を受け流し、相手の攻撃から魔力を吸収してそのままカウンターを叩きこむ、魔族流の「合気道」を体得しており、ジロウ・スズキと同様の超高効率戦闘技術を有する。このため、中級魔族クラスながら厚志や桜と互角以上に戦ったほか、デーモンジャーやシスターエンジェルチーム、レモネードの率いる天使軍団などの集団を一度に相手にしても一切引けを取らず、比較的油断をしていないガギエルを魔力が枯渇し人間以下の状態で相手にしたにもかかわらず圧倒するなど、異常な強さを誇る。ただし、あくまで対人戦に長けているだけで物量や範囲にものを言わせた攻撃とは相性が悪く、ドゥールを庇いながらとはいえドーラに完封された。
元々は日々修行を重ねる一介の武道家で、自身を頼ってきた魔族やモンスターを嫌々ながらも見捨てることが出来ない、お人好しな性格をしていた。以前襲われているところを助けた少女・ユクとともに、村の用心棒として平穏な暮らしを送っていたが、彼を手駒にしようと欲していたルラの手引きで襲撃してきた天使の集団にユクや仲間の魔族たちを虐殺され、穏やかな日常と大切な者・愛する者を失ったことで絶望し、狂気の復讐者と化して無差別な天使狩りを始めた。
冷静冷徹で合理的な戦い方と普段の天然な性格に反して、内面はルラも匙を投げるほどの激情家である。天使とみれば、仇であろうとなかろうと（というよりどの天使が仇か確かめる術がなかった故）誰彼構わず抹殺しようとし、たとえ復讐が達成されたとしても誰も救われず、何の意味もないと自覚していながら天使狩りを止めないなど、憎悪が嵩じるあまりに狂気に陥っている。
シスターガーネットの必死の説得や治療行為にも心を動かすことはなく、厚志に拘束され、精神を安定させるには時間が必要だが長期間共に過ごすのは危険という判断により「この場で直ちに死ぬか、仇を限定した仇討をするか」という半ば脅迫じみた取引を迫られた上で、ようやく無差別な復讐を断念して去っていった。
その後、いくらさまよっても仇への手がかりを掴めない無力感に囚われ、生きる気力が失われた事で死にかけ山中の洞窟で屍同然の状態となっていたが、亜空間でガギエルと遭遇し追われてきたダッチ・アイスの「助けを求める声」に反応し、ユクの言葉を思い出し再起動。人間以下まで弱体化した状態で侮りまくったガギエルをその技量で一方的に打破し魔力を奪い復活を遂げた。そしてダッチの計らいによりドゥールと邂逅、北軍に協力することを条件に仇の一人であるボスの身柄を手に入れ、ボスから他の仇の名前を全て聞き出した。なお、ボスには直接手を下さず看守に始末を頼んだ。
神による夢の中では幻のユクと過ごしてたがそれが幻であることに気づき覚醒、「ユクの仇がユクの真似をしていた」と神＝首謀者であることに気づいており、殺意を爆発させ厚志たちに加勢した。結果、ユクの仇はその殆どが『楽園』＝『無限獄』へと離脱したことで『仇全員を地獄に叩き落とす』事になり復讐が完結した。
物語の完結後は、引き続きダッチと共に行動している。
ダンクルヘイト
マスケレイタの相棒であり分身でもある機甲型魔族。元は巨大な蜘蛛のような姿をした魔族だが、人間社会で市販されているバイクに擬態することもできる。中級魔族であるが、強力な結界を広範囲に展開するなど多彩な能力をもつ。喋ることができないようであるが意思疎通は可能。回想では村の子供達と遊ぶ姿も見られ、温和な性格であることが覗える。実は性別は女性である。マスケレイタと意識下で会話する際は、バイクの部品をまとったような女性の姿を取り、マスケレイタのことを『私』と呼んでいた。
ユク
獣の耳と尻尾を生やした、獣の姿をした魔族の少女。天使に襲われていたところをマスケレイタに救われ、恩返しをしたいからと、生活能力のないマスケレイタの世話を焼くため強引に同居するようになる。マスケレイタに対し恩人以上の好意を抱いていたが、朴念仁のマスケレイタからは気付いてもらえず憤慨したこともあった。ルラの手引きで村を襲った天使達の襲撃により惨たらしく惨殺され、それがマスケレイタが復讐へ奔る決定的なきっかけになってしまう。
リリィ
魔族の反戦平和団体「明日への希望」の東軍支部副部長。ユクの実姉であり、マスケレイタとは顔見知りだった。後にルラの手引きで綾香とも親しくなる。
もともと武力や軍事を忌み嫌う反戦主義者であったが、ユクの死を契機にさらにその主義が過熱し、東軍の都市で反戦平和活動に身を投じるようになる。ジロウ・スズキやイタカとは主義主張が相容れず敵視していたが、ジロウの側では主義主張はともかくリリィを含め「明日への希望」のメンバーの熱意は認めており、時間をかけて彼らを説得すべく度々政治や軍事などの話題で討論しようと誘っていた。
海魔族の南軍侵攻・南極溶かし事件後、支部を訪れたイタカにより、リリィら自体が武力によって保護されている立場であり、主張する極端な反戦平和主義が最終的には洗脳や管理社会でなければ実現不可能な悪質な独裁国家に行き着く、と論破され「愛があれば話し合いで何とかできる」と論点ずらしを行うも「無理だ、ジロウの言葉すら聞き入れないじゃないか」と姿勢の矛盾も指摘される。反論できなかったリリィは自らの主張とジロウの主張を見つめなおすことを決意するが、その直後にルラの差し金によりジロウに化けたショゴスによって斬殺されてしまう。その死は彼女と親しかった綾香にジロウへの強烈な殺意を植え付けることになった。
キャラクタープロフィールによると、水中でも消えない焔を発生させる能力を持ち、実は下級魔族の中では戦闘能力が高いが、信念上、一度もその能力を戦闘に使ったことは無いという。
“双子の卑猥なるもの”ツァールとロイガー
金次第で誰でも運ぶ運送屋を営む魔族。初登場は魔族自由同盟のプリティ☆ベル襲撃時。人間形態は扇情的な服装をした双子で、飛行時は巨大なエイのような姿に変身できる。極めて高い防御能力をもつため、要人輸送などに重宝されている。
本名は「ツァルとロイカ」だったが、キャラクター付けのためにクトルゥフ神話から名前をもらって改名し、服装もそれに合わせて露出度の高い物にしている。ロイガーはあっけからんとした性格だが、ツァールはこの服装を恥ずかしがっている。
軍事作戦に協力したことはあるとはいえ民間人であったためガギエルの標的となるが、デーモンジャー＆シスターエンジェルチームに救われる。
“ちらかし砲器”レティシア
幼い少女の外見の中級魔族。リカルドのストーカーであり、ドMのヤンデレ。一人称は「ウチ」で、口調は関西弁。
二つ名と同じ名で呼ばれる箒型の銃器を操る。リカルド同様、弾数制限があり他のことに魔力を使えない弱点もあるものの、攻撃能力は中級魔族としては高め。自身から放たれる魔力が勝手に手持ちの瓶に蓄積されることで、1ヵ月に一度だけ魔法薬を使うことができる。ただし、効能は全くのランダムで役に立つか立たないかはそのときの運次第（魔法薬の色である程度の効果の方向性は判断できる模様）。
かつてリカルドに救われた恩から彼に惚れこんでおり、物理的な意味で一つになろうと付け狙っている。リカルドは肉感的な女性が好みなので正直迷惑がっているが、ヤンデレ特有の危険性から切り捨てることもできないでいる。また、リカルドとは戦闘においては言葉なしに作戦を伝え合うほどのコンビネーションを見せる。
リカルドに再会するために金を求めて危ない橋を渡っていた。あるときチンピラ魔族から、バイト感覚で危険な薬を奪ったために窮地に陥ったところを厚志に救われ、無事リカルドに再会する。その後はリカルドと一緒にいるために厚志たちに協力することになる。
阿久根
四代目の相棒だった少年。“鋼断つ王の剣”エクスカリバーを手に沙希と共に大冒険を繰り広げた。画家志望だった。
その後は沙希と恋人関係になるが、なかなか画家として芽が出ず、次第に沙希に暴力を振るい、収入を搾取するようになる。最終的に慶介の協力もあって警察沙汰になりつつ縁は切れた模様（この経緯から沙希と慶介は阿久根を話題に出すことすら嫌がっている）で、その後は大阪で生活保護を受けつつパチンコをしているとのこと。
住吉武史
エリの担任だった男性教師。大学で新自由主義に傾倒するも、エリに新自由主義の欠陥を指摘され続けた結果、ヒステリーを起こし休職することになる。
中村優子
住吉の代理の女性教師。26歳。当初は住吉を休職に追い込んだエリにおびえるも、小学生とは思えない見識を見せるエリと、エリの影響で政治経済について激論を交わすようになるクラスメイトに色々と諦め気味。
エル
ルラが厚志達と共闘することを決めた後、今後も自分に従うことと引き換えにガギエルに与えた景の哲学的ゾンビ。当初は他の哲学的ゾンビと同様、自我が無かったが、神に世界が飲み込まれた際に魂が芽生える。景と同じ記憶は持っているものの、ガギエルを愛しており、事件終息後は彼やカナデと共に暮らしている。オリジナルである景とも「景の下位互換である自分は、景にだけは絶対に勝てない」という理由から、（表面上は）仲良く過ごしている。名前は自ら「K（景）の次で」と名付けた。
カフェ
モカの哲学的ゾンビ。エルと同じ目的でルラがガギエルに与えたが、彼女の左目がオリジナルのモカと違ったことで、モカが『イナゴの穴』に寄生されていたことが発覚する。事件終息後は彼女にも人格が芽生えており、オリジナルであるモカを「お姉ちゃん」と呼んで仲良く過ごしている。なお、その時はレティの魔力薬で髪を伸ばしていた。
ルシフェル
神の降臨に際し、その神を殺すために魔界の深淵より現世に這い出てきた巨大生物。「神の敵」「破壊神」「悪魔王サタン」「光を齎す者」とも称され、その全長は推定600メートルにも達し、竜に酷似した姿をしている。本気になった神とも互角以上に渡り合う絶大でデタラメな戦闘能力を持つが知性はなく、ただ神を殺すためだけに周囲の被害などお構いなく破壊の限りを尽くした。ナイアルラトホテプによると、これもまた「神」の一種と言える存在らしい。
作中では作者が作ったCGで表現されている。元になったのは、作者がお遊びで作ったゴジラ（ミレニアムシリーズ似）のCGで、作中でも度々ゴジラ扱いされている。

## 用語

### 世界観
プリティ☆ベル
「神威の召喚者」「魔を帯し聖戦士」の二つ名をもつ魔法少女。魔法の杖「リィン・ロッド」を用いて変身し、人に仇なす者と戦う。代々、小学生くらいの女の子が適合者として選ばれてきた。物語開始時には前例通りの小学生の女の子と、前例にないボディビルダーの中年男性の2人が同時に適合者となった。
色々と謎の多い存在であり、誕生の経緯は分かっているものの、その大元が何かは謎である。
通常使う主な能力は、体表面を覆う微弱な「防御結界」と、神話の怪物や道具を召喚して軍勢を率いる「神威召喚」の2つ。ある程度変身に慣れるとその人が最も得意とする能力を、劣化版ではあるが変身していなくても使えるようになる。
天界と魔界
「広大無辺な思念の大渦」と表現される世界。あらゆる命の負の思念と魂が落ちていくのが魔界であり、その逆が天界であるという。
天界はほぼ一枚岩だが魔界に比べると戦闘力が低いが本拠点となる天界の浮島には魔族はその引力故に侵入出来ないため迎撃は可能だが侵攻が不可能であるため根絶が不可能。魔族は4大魔王を頂点とする4大国とそれに属さない少数派や海を縄張りとする海魔族などに別れ、それぞれが対立している。このため、基本的には均衡を保つ関係にある。
異空間
魔族や天使が多数集まって、元の空間とズレて完全に分離した異空間。各魔王軍の本拠地の都市もこうした異空間に作られている。魔族や天使が戦っているときは空間がズレるため、戦闘が起こっても遠目には分からない。
天使
天界の中で、魔族を討つ悪意を持って現世に降臨する種族。人間を襲いも守りもしない者達がほとんどである。魔族殲滅の旗印は瘴気収集システムにより魔族が人間に危害を加える必要がなくなったことで形骸化し、10年前に天界の「レギオン」が魔界に侵攻し、シャルエルに壊滅させられて以降目立った動きが無かったが、近年になって不穏な動きを見せ始めている。
レギオン
天界の主力部隊。天界屈指のエリート達によって構成された精鋭部隊で天界最強の戦力を誇る。
「旧」レギオン
10年前魔界に攻め入るも南の魔王シャルエルによって手も足も出せず壊滅させられる。天界の方針が魔族殲滅に転回する以前にミルココが所属していた。
「新生」レギオン
10年前の大敗後に再編成された。構成員の殆どは天使であるが、ルラより提供された天使を半魔族化させる技術によって、天使ではなく魔族のようで魔族でもない存在へと変えられ、以前とは比べものにならないほどの強大な戦力をもつようになった。「魔族殲滅」を旗印に掲げているが隊長クラスでも教義と現実の判断が異なっており、部隊としての足並みは揃っていない。

魔族（悪魔）
魔界よりひとかけらの希望を胸に這い上がって現世に姿を形成する種族。魔族は現世に這い上がっても魔界の重力に引かれて魔界に落ちてしまうため、基本的には人を襲ってその負の思念と魂を魔界に落とさなければ存在を保てない。しかし、30年前にジロウ・スズキによって生み出された、人の負の思念を集める瘴気収集システムにより、人を襲わずとも存在を保てるようになった（大方の魔族達にとっても人間を襲うことは不本意だったようで、このシステムが出来た時には「涙を流して喜んだ」ことがミルココによって語られている）ため、人間に危害を加える者は少数になっている。(人間を襲い、負の思念と魂を喰った魔族は魔力上限が向上し強大になるため天界の侵攻による魔王軍の統制崩壊に伴い幾らかの魔族が生存のために集まり人を捕食するようになった。)基本的に人間臭く、人間と仲良くなっている者も多い。多種多様の種族に別れており、全体としてのまとまりは無い。
海魔族
広大な海域に生息範囲を広げる海の種族。
ルルイエ
海魔族らにとっての首都。「嘘とごまかしで楽に生きるのが賢い生き方」という思想文化があるため、相互不信により悪徳と貧困の蔓延るスラムと化している（ルルイエ以外の小集落に住んでいるものは真っ当とのこと）。海魔王ダゴンにより一線を保っていたが、ダゴンがルラの手引きによって暗殺されると暴徒に知識階級が虐殺され、ルラの言うがままの傀儡国家と化し、ルルイエ市民全員が首から下がショゴス化されてしまう。ルラ捕縛後は綾香と東軍から出向した知識層らによって統治がされていたが、新たなルラとブランのルルイエ襲撃の際、ブランのクタニド支配の巻き添えとなり市民全員が頭部を破壊され都市としては完全に壊滅する。
“超大型潜水戦艦空母”クトゥルー
海魔族の本拠であるルルイエそのものであった超巨大魔族。全魔族中最強クラスの巨体と魔力量を誇るが、自我はなく搭乗者の意思により行動する。マッハ1での高速移動や多数の魚雷射出能力など多彩な能力をもつ。ただし対空戦闘能力は低め。東軍との決戦に際して投入されるが、使用者が運用方法を誤ったためイタカに殺される。
クタニド
クトゥルーが死後ショゴス化した存在。後にマイヤーと同化する。生前の魚雷射出能力や高速機動能力は失っている（それでも時速80㎞とその巨体からすればかなりのスピードで移動可能）。その代わり「高熱しか効かない」というショゴスの性質を得たことで、海中にいる限りダメージを与えることが極めて困難な存在になっており、また新たに生成した脳によって自我を得ている。新たなルラとブランの襲撃時にはブランの支配に対しても抵抗を見せるが、ブランによって脳を完全に破壊され、ルラに拠点として奪い返された。

魔王クラス
上・中・下とある魔族の魔力量のピラミッド階級から外れた別次元の存在。
魔王軍
大きく分けて東西南北をそれぞれ拠点にする、4人の魔王を頂点に据えた組織。魔王軍という名ではあるが、実際は国家のような役割を果たしている（もちろんそれぞれに軍も存在する）。それぞれの魔王軍に特色があり、制度もその軍ごとに異なる。
北軍
ロシアから北極一帯を領土とする独裁国家。10年前突如世界征服に乗り出すも、四代目に阻止される。作中では、四代目と「イナゴ襲来」により被ったダメージでかなり弱体化している。
西軍
アメリカ大陸からヨーロッパまでを領土とする王制国家。北軍が弱体化した今では最強の魔王軍となっている。
南軍
南極からオセアニアを領土とする魔王軍唯一の民主国家(立憲君主制)。シャルエルの能力もあってか軍備は少数精鋭。
東軍
日本を含めたアジア全体を領土とする王制国家。高性能な魔術機械を多数所持し、少数ながら精強な軍備。

亜空間能力者
「固体の裏側」にある亜空間に潜伏したり利用したりすることができる能力者。
ダッチ・アイス、ガギエル、ハウンド・オブ・ティンダロスのように自身の肉体全てを亜空間に持ち込める能力者が「完全亜空間能力者」、アクアマリンやカナデのように使用できる範囲が限定される能力者が「限定的亜空間能力者」と呼称される。亜空間内では地球の裏側まで30分で移動できるほどの高速移動が可能。
完全亜空間能力者は、瞬間移動に近い速度で移動し、さらに固体の裏側から完全な不意打ちを食らわせることが可能なため、「もっとも無敵に近い能力者」と呼ばれる。対処できるのはホアンのような「亜空間から飛び出した瞬間にカウンターできる」ほどの武芸の達人か、ミルココのように亜空間からの接近すら察知できる探査能力の持ち主、あるいは同じ亜空間能力者のみ。
哲学的ゾンビ
本来の哲学の用語として用いられる「外見上は普通の人間と同じように振舞うが内面の感情がない」という思考実験上の哲学的ゾンビとは意味合いが異なる。
ルラが開発した特定の人物を複製する技術を、被複製者の同意なしに用いると出来上がる。
知識や経験などは被複製者の物をそのままコピーされているが、なぜかその人物の持っていたはずの感情や意識がなく、さらに魔力量も最大で中級魔族程度に落ち込む。
作中では、とある南軍の研究者たちが極秘のうちにジロウ・スズキを初めとした多数の魔族を複製。暴走し、大惨事を引き起こした。
魔族自由同盟
縛られることを嫌う魔族のチンピラたちの集まり。東軍のとあるバーを拠点にしている。組織全体での目的のようなものは特になく、主に所属する魔族間での情報交換に用いられている。マイヤーに焚きつけられ大多数のメンバーでプリティ☆ベルを襲撃するが、エリの圧倒的な力を前に浮き足立ち、全員の魔力の特徴をミルココに記憶された上で「今後悪事を働かない」という約束を半強制的に取り付けられる。その後は組織としては登場していない。
明日への希望
魔族の反戦平和団体。慈善活動と平和活動を行っている。それなりに規模の大きな組織なのか、南軍議会に議席を持っている。
デイダラボッチ
東軍の10式汎用歩行戦車。いわゆる人型ロボットで、ジロウ・スズキが男のロマンを追求して開発させたもの。それなりに強力な兵器になっているが、人型ゆえにありとあらゆる箇所に無駄があり、これを造るよりも同じ技術力で造った戦闘機や戦車の方が効率的である、ということは開発段階から明らかであり、技術を誇示する広告塔や観光用として開発許可が下りた。このため東軍では1台だけ生産され、量産の予定はない。のちに本機の開発によって培われた技術を応用し、より高性能な11式戦車「玄武」と11式汎用戦闘機「朱雀」が開発・量産化されている。
ルラによって多数が複製され（東軍の兵器管理が厳重で、展示されていた本機以外複製できなかったため）、海魔族に提供されて魔王軍攻撃の主力となった。
ショゴス
ルラが作った薬を飲むことでそのものが変化する存在。神話のショゴスと同様、頻繁に「テケリ・リ」と発する。不定形でありながら、筋肉や骨を自在に生み出すことで怪力を持ち俊敏。普段は身体のコントロールはショゴス化した本人にあるが、頭部が破壊されるなどして身体のコントロールが失われると暴走して周囲のショゴスと一体化しつつパワーアップする。そうなると非常に強力で、デーモンジャーやシスターエンジェルレベルさえ圧倒する。不定形なので高熱や強酸しか通用しない。ただし魔力強度が低く、モカの使う邪眼やガンドのような術には極めて弱い。また厚志は気迫で撃退している。指揮系統が存在しており、上位のものは下位のものの肉体を、相手の意思を無視して自由に動かすことが出来る。
大戦期
劇中の時代から100年前に始まった、世界中の魔族たちが天下統一を目指して戦う戦国時代のこと。これにより100を超える魔王軍が4大魔王軍に吸収された。普通の人間は大戦期については何も知らない。
過去の世界の危機
過去にプリティ☆ベルが存在した時期に発生した大きな危機。三代目プリティ☆ベルがいたときには何も起きなかったが、それが何故かは不明（事前に何者かによって解決されたらしい、より正確には三代目プリティ☆ベルが何か起きる前に対処して「何も起こさなかった」と推測されている）。
ナイアルラトホテップ事件
初代プリティ☆ベルのころの事件。魔界を地上に浮上させようとした狂気の邪神ナイアルラトホテップを倒した。
海魔騒動
二代目プリティ☆ベルのころの事件。南極の氷を全て溶かして世界を海に沈めようとした海魔たちを倒した。
イナゴ襲来
四代目プリティ☆ベルのころの事件。ドゥール・ヴァリオンが世界征服に乗り出すが、天界の謎の兵器「イナゴの穴」が出現し全魔王軍と四代目プリティ☆ベルが共同でこれを撃破。ドゥール・ヴァリオン自身も四代目に倒され、北軍は弱体化する。

### プリティ☆ベルの技能：神威召喚
プリティ☆ベルが行使する各種の能力。様々な神話の怪物や武器を創造して召喚することが可能。デザインや能力の大本は、初代プリティ☆ベルである桃地美雪が想像したものが基本となっている。適合者でない、もしくは元適合者であっても召喚自体は可能(元適合者の場合リィン・ロッドは必要ない)だが、その性能は適合者が召喚したものよりも数段劣り召喚可能なものに制限が加わる。逆に膨大な魔力を有するエリが召喚した場合、通常よりも数段強化される。ただし、高田厚志は歴代プリティ☆ベルの中で唯一これらの神威召喚を使用できず、かわりに「独自の能力」を使用する。
“天翔ける駿馬”ペガサス
歴代のプリティ☆ベルが最も頻繁に召喚してきた召喚獣。羽の生えた白馬。高速飛行以外に特殊な能力は何もないが、数少ない「空気を読む」召喚獣で、扱いやすく従順。エリが召喚すると巨大な体躯の上級魔族クラスになる。
“飛竜”ワイバーン
巨大なドラゴン型召喚獣。高速飛行と炎のブレスを操る上級魔族クラスの召喚獣。強大だが非常にプライドが高く、自身の能力に見合わない弱敵相手に呼び出された時には、召喚者である美雪にすら怒って牙を向けた(本気ではなかったようだが)。主の不興を買っても、やるべきことはやる「荒ぶる忠臣」と評されている。美雪の最後の命令でン・ガイの森からミルココを脱出させたのは彼であり、新たなプリティ・ベルとなったエリに召喚された際には、非業の死を遂げた前の主を思い涙を流しながら顕現し、凄まじい怒りと共にルラに襲い掛かった。
“人面囀る鳥”ハルピュイア
羽の生えた少女の姿をした召喚獣。戦闘能力には乏しいが飛行能力と視界共有能力を持ち、戦場の把握には欠かせない存在。ただし、実際にはプリティ☆ベルには規格外の感知能力をもつミルココがサポートについているので召喚されることは少ない。主に劣化版を元プリティ☆ベルの大田景が使用する。
“応答剣”アンサラー
最も良く使用される召喚兵器。音速で目視範囲を自在に飛び回らせることができる剣の群れ。ワイバーンやガギエルのような上級クラス以上の防御能力を持つ相手に致命打を与えることはできないが、逆を言えばその手の相手以外は仕留められる程の汎用性を持ち、余計なものを巻き込む心配がないなど使い勝手が良い。
主にハルピュイアとの相互運用を前提として、劣化版を元プリティ☆ベルの大田景が使用する。
“炎の精霊”サラマンドラ
ナパーム弾のような使われ方をする炎の精霊。実体がないため、通常武器は通用しない。
“天駆ける神馬”スレイプニル
8本足の黒馬。ペガサスの上位種で、飛行速度はマッハ3.2。またその飛行に耐えるだけの強靱な肉体を持ち、戦闘能力も高い。ただし、ペガサスほど知能は高くなく、気性も荒い。
“もう一人の自分”ドッペルゲンガー
下級魔族程度の能力しか無い非常に脆弱な召喚獣。しかしミルココの感知能力をあざむくほどの完璧な擬態能力を持ち、主に囮に使われる。ただし魔王クラスに変身すると魔力が足りないのでごまかせない。主にルラが陽動、もしくは撤退時に使用する。
“石と化す邪視の盾”アイギス
メデゥーサの首が貼り付けられた盾。その眼で見つめたあらゆる物を石にしてしまう最強の攻性防御兵器。不定形のビームなども空中に縫い止めることができ、視線を用いる故その攻撃速度は光速であり回避もほぼ不可能。ただし厚志のような魔王クラス以上の呪力防御（＝魔力強度）を持った相手を石化することはできず、動きを多少制限するに止まる。また、範囲は広いが視界全てではなくメデゥーサがある程度注視したものだけが石化する。あらゆる召喚獣の中で最も消費が激しいためあまり使用されない（とは言うものの、美雪やルラの描写を見る限りこれを召喚しただけでガス欠になるというわけではない）。
“必滅定めし神の槍”グングニール
魔王クラスの障壁すら突き破る貫通力と、高性能感知能力、（マッハ3程度の）高速飛行能力をもつ巨大な双頭の槍。イタカのように槍より速く逃げることが出来ても、どこまでも追尾してくるため回避することは不可能な上、貫通力に優れ魔王クラスの障壁さえ貫くため、防ぐには槍自体を破壊する（もしくは亜空間に逃げ込む）しかない。なお、槍の耐久力はそこまで高くなく、リィン・ロッド無しの厚志が魔力を集中させた拳の一撃で破壊できる程度。使い勝手が良いためか、美雪やルラ、沙希、エリと多くのプリティ☆ベルが愛用していた（内、沙希とエリは相性が良くリィン・ロッドなしでも召喚できる）。
既に一線を退いた身ゆえに劣化版であり、連続してか一度にかも不明ではあるが、元四代目プリティ☆ベルの田中沙希は、この神槍を20発放てるという。また、歴代最強のプリティ☆ベルである美咲えりが放てば一撃で天界の主島を破壊するだけの威力を誇り、一度打ち込まれかけたこともあり天界はこれを最も警戒していた。
“時空を追いすがる猟犬”ハウンド・オブ・ティンダロス
完全亜空間移動能力をもつ怪物。特殊な攻撃能力は持たないが、おそろしくしつこく疲れも知らず獲物に隙が出来るまでいつまでもつきまとい続ける。エリが召喚すると上級魔族クラスになる。実は地図を読むことが出来る上、人並みに知恵も働く。かつてダッチ・アイスは四代目にこれを付けられたため、ドゥール・ヴァリオンに助けてもらったことがある。
“待ち受けし蜘蛛神”アトラク=ナクア
蜘蛛型の邪神。周囲一帯を強靱な糸で覆い尽くしあらゆるものを拘束するが、糸は火に弱い。プリティ☆ベルの意思をあまり聞いてくれない召喚獣の一つ。
“八岐大蛇”ヤマタノオロチ
とにかく巨大（ヨグ＝ソトースさえ優に超える程）な 8 本の首を持つ大蛇。特殊な能力は何もないが、規格外の巨体とそれに見合ったパワー・生命力を持ち、ルラの形成位階の技で貫かれる程度の防御能力しかないが非常にタフでその程度の負傷は意にも介さず、一門だけとはいえヨグ＝ソトースの物量に真っ向から衝突し一時は優勢なほど。また、召喚時ミルココが頭痛を起こしている描写があるため、その魔力強度は魔王最強のドゥール・ヴァリオンに匹敵する模様。
クトゥグアを除けば最強の召喚獣ではあるが、召喚者の意思すら無視して見境無くひたすら暴れる存在であり、絶対に喚んではいけない召喚獣の一つ。
“無慈悲な灼熱”クトゥグア
絶対に喚んではいけない召喚獣の最たるもの。生ける炎そのもの。召喚者を含めた周囲一帯全てを焼き尽くすまで決して止まらない。炎は第一宇宙速度で迫るため回避不可能。例え物陰に隠れても眷属が焼き尽くしにやってくるため無意味。
“鋼断つ王の剣”エクスカリバー
四代目の相棒であった阿久根が使用していることが回想で語られたのみで、詳細は不明。
“命無き泥の人形”ゴーレム
回想で使用している描写があるのみで詳細は不明。
“雷の大金槌”ニョルニム
電撃を纏う大型の槌。二代目プリティ☆ベルである鹿島洋子の愛用武器で、海魔の街を数区画吹き飛ばす程の攻撃力を持つ（劣化版であっても加減無しであれば小学校の校庭を吹き飛ばすぐらいは可能らしい）。また投擲にも対応しており自動的に使用者の手元に戻る機能がある。
ケルベロス、ユニコーン、マーメイド、ゴブリン、コボルド、オーガ、スケルトン、リビングデッド、リッチ
いずれも美雪が召喚できることを語ったのみで、能力などは不明。ゴブリン以下の召喚獣は「言うことを聞かない召喚獣」として名前が挙げられている。偽ロッドを使用したルラがスケルトンと思われる召喚獣を呼び出しているが、特に戦闘描写はなくこちらも能力は不明である。

### 高田厚志の技能
上記の通り、高田厚志が変身したプリティ☆ベルは歴代とは異なり、ボディビルのポージングをベースにした独特の魔法を使用する。いずれも名称に従ったポージングを取ることで発動し、効果は対象の精神に作用して戦意を喪失させ骨抜きにするという物である。本来の用途では非殺傷兵器だが、フルパワーで放つことで無理やり殺傷力をつけることが可能。
ダブル・バイセップス
上腕二頭筋から広範囲をカバーする閃光を放つ。フロントとバックがある。
ラット・スプレッド
背筋からホーミングする無数の光弾を放つ。フロントとバックがある。
サイド・チェスト
自身の周りに強力な防御結界を展開する。その防御力はリカルドのライフルの弾丸やザイニンの最大出力の切断熱線をも完全に防ぐほど。
サイド・トライセップス
上腕三頭筋から一直線に飛ぶ光線を撃つ。
アブドミナル・アンド・サイ
腹筋から無数の光弾を乱射する。
魔力の純粋集中
桜との戦いで見様見真似で身に着けた能力。身体の特定部位に魔力を集中させ、身体能力を向上させる。特殊な効果はないが、魔王クラスの実力者であるガギエルを数発でノックアウトするほどの破壊力。
後にプリティ☆ベルへの変身に慣れたことにより、7割にまで出力は低下するものの変身せずに使用できるようになった。
リラックスポーズ
ポージングの合間に行う待機中のポーズであり、彼が常時使い続けていた「技」。
魔力を鍛え上げる効果があり、最終決戦で臨界点を突破したことで超ビルダーモードとなった。

### 夜元綾香の技能
魔界の欠片である「ヨグ＝ソトースの鎌」を用いて呼び出され行使される魔獣や技。その多くはタロットやルイス・キャロルの作品がモチーフになっている。鎌の技のランクは「活動位階→形成位階→創造位階→原形位階」と上がっていく。活動位階は「ヨグ＝ソトースの鎌」の基礎能力で魔界の欠片を召喚する段階、形成位階は魔界の欠片をイメージする形にして自在に操る段階、創造位階はイメージする魔物を創造し使役する段階、原形位階は全てを極めることでたどり着く究極の段階でヨグ＝ソトースを本格展開し魔界の流出を行う。
“死”ザ・デス
形成位階の技の一つ。相手の死角である足下から魔界の欠片を体内に送り込み、寸断して焼却する技。防御するには足下からの攻撃を警戒する必要がある。魔王クラスの純粋集中による魔力障壁でなければ防ぐことが困難なほどの攻撃力を持つ。
“塔”ザ・タワー
形成位階の技の一つ。綾香が呼び出す大陸間弾道ミサイル。大量に同時召喚されるため迎撃は困難を極める。またミサイルそのものが形成位階を発動して接近してくる敵を迎撃することが可能。
“正義”ザ・ジャスティス
形成位階の技の一つ。巨大なグレートソードを召喚し相手を串刺しにする技。視界に入っていれば距離に関係なく当たる座標攻撃でありながら、魔王クラスの防御障壁を突破してもなお殺傷力を維持するほどの攻撃力を持ち、天使の最上位種である「セラフィム」を一掃した。
“不思議の国のアリス”アリス・イン・ワンダーランド
創造位階の技の一つ。綾香が呼び出す無数の魔物の群れ。群れそのものが「アリス・イン・ワンダーランド」なのかそれとも全く別のものを指すのかは不明。
“悪夢の国のアリス”アリス・イン・ナイトメア
創造位階の技の一つ。巨大な黒いドーム状の物体を召喚する。綾香が呼び出す最強の魔物。結界を破っての脱出は広範囲を焼き尽くす手段を持つ魔王クラス（ドゥール・ヴァリオン、ベルベリオンなど）以外では不可能で、無数の魔物が襲い来る。ただし、4つの鍵を集めて城の頂上の「黒の女王」を倒せば脱出はできる。内部の人間を生かして脱出させるも殺すも綾香の思い通りになる。
（“不思議の国のアリス”も含め）その正体は、ごく薄いワタアメのような「魔界の欠片」の繊維を満たした空間そのもの。そのため、現れるキャラクターたちのほとんどは幻影であるが、空間に満ちた繊維を自在に凝固させ幻影と共に攻撃、あるいはトランプ兵などを自在に顕現させる。これについて実際に技を受けたベルベリオンは「詐欺」と評した。
“悪夢の国は終わらない”ネバーエンディング・ナイトメア
“悪夢の国のアリス”の重ね掛け。単純に重ねただけ空間を占める「魔界の欠片」の密度が倍増していき、5倍掛けともなるとベルベリオンが放つ全身全霊の範囲殲滅攻撃レベルでなければ脱出不可能となる。
“鏡の国のアリス”アリス・イン・ミラーワールド
形成位階の技の一つ。特定の人間の分身を作る。ドッペルゲンガーほどの完璧な擬態能力は無く、自意識も持たないため遠隔操作かプログラミングされた挙動しかできないが、作る数を絞れば一度だけ「形成位階」を使用できるため攻撃能力は極めて高い。
“暴君”ジャバウォック
不思議の国のアリスないし悪夢の国のアリスによって生み出される、上級魔族に相当する巨大な竜。ただし、特に目立った能力は無く東軍戦車の砲撃で一撃粉砕されている。アリス・イン・ナイトメアから脱出するには北の森でジャバウォックを倒す必要がある。ルルイエ壊滅時には、綾香や東軍の議員たちを乗せて脱出するという働きを見せた。
“トランプの兵隊”トランプ・ソルジャー
不思議の国のアリスないし悪夢の国のアリスによって生み出される、トランプに手足の生えた兵隊。戦闘能力はさほど高くないはずだが、ジロウ・スズキの斬撃さえ防ぐ東軍戦車の装甲を切り裂き、魔力の供給がないはずなのに無限増殖するなど不可解な能力を見せる。しかし、防御力は見た目通り厚い紙か布程度。アリス・イン・ナイトメアから脱出するには東の庭園で彼らと一緒に白いバラを黒く塗る必要がある。
ジャブジャブ鳥、グリフォン
不思議の国のアリスないし悪夢の国のアリスによって生み出される、共に飛行能力を持った中級魔族程度の魔物。最大速度は精々時速100㎞程度だが、時速700㎞を越える東軍戦闘機に追いつき食らいつくという不可解な能力を見せる。
ジャブジャブ鳥は共産国家となったルルイエの監視・告知役としても登場している。主に廃棄地区で活動しており、廃棄地区に落とされた国民を「ゴミ」「寄生虫」と罵倒するなど言動は苛烈だが、知らせるべきことはきちんと知らせ質問にも答えるなど律儀な部分もある。
マッドハッター
不思議の国のアリスないし悪夢の国のアリスによって生み出される、綾香の創造する魔物の中でも最も不可解な存在の一つ。頭の大きな帽子屋の外見をしている。どこからともなく現れ、意味不明の発言を繰り返す。攪乱要員としてもあまりに幼稚で逆に不気味な存在。アリス・イン・ナイトメアから脱出するには西の森で彼のお茶会に参加する必要がある。
白ウサギ
不思議の国のアリスないし悪夢の国のアリスによって生み出される、綾香の創造する魔物の中でも最も不可解な存在の一つ。懐中時計をぶらさげたウサギの外見をしている。高度な会話能力と自立した意思を持っている。アリス・イン・ナイトメアの案内人であり、内部に引き込まれた対象を「アリス」と呼び、脱出方法を示す。
共産国家となったルルイエでは監督官を勤めており、国民を観察して個別に「ポイント」を計算している。クタニドの機能をある程度操れる模様。
普段は可愛らしい容姿だが、激高すると目の中に無数の目が現れ、口からも鋭い牙がのぞくなど奇怪な形相に変化する。
ルルイエ編以降は、綾香の側近のような立場でたびたび登場する。綾香の創造物であるが創造主以上の豊富な知識や的確な判断力を有し、その点においては年相応でしかない綾香を親身にサポートする。愛称は「白ちゃん」。
チェシャ猫
不思議の国のアリスないし悪夢の国のアリスによって生み出される、綾香の創造する魔物の中でも最も不可解な存在の一つ。落書きのようにのっぺりとした猫。空間転移能力を持ち、あらゆる場所から前触れもなく出現する。例え首をもがれても平然としているなど、その能力は謎が多い。サイズは自由自在で、クトゥルーを覆い尽くすほどにまで巨大化することも可能。攻撃能力は極めて高く、ベルベリオンの腕を食いちぎるほど。
ヨグ＝ソトース
ナイアルラトホテプの目的でもある巨大な門。魔界そのものを無尽蔵にくみ出し、地上に流出させて地上を魔界で覆い尽くすという存在。ナイアルラトホテプが作った際はクトゥグア以外に対処手段が存在しなかったが、綾香が作った際は多数の安全装置が組み込まれ、停止が容易になると同時にアリス・イン・ナイトメアによる自動防御も行えるようになる。
もともとはナイアルラトホテップが「神」を“世界ごと”殺すために作った装置で、「神殺しの剣」という別名を持つ。

## 書誌情報
- KAKERU 『魔法少女プリティ☆ベル』 マッグガーデン〈BLADE COMICS〉、全28巻
  1. 2010年05月10日発売、ISBN 978-4-86127-733-7
  2. 2010年09月10日発売、ISBN 978-4-86127-771-9
  3. 2010年12月10日発売、ISBN 978-4-86127-803-7
  4. 2011年07月08日発売、ISBN 978-4-86127-856-3
  5. 2011年10月08日発売、ISBN 978-4-86127-902-7
  6. 2012年01月10日発売、ISBN 978-4-86127-933-1
  7. 2012年05月10日発売、ISBN 978-4-86127-990-4
  8. 2012年09月10日発売、ISBN 978-4-8000-0031-6
  9. 2012年12月10日発売、ISBN 978-4-8000-0072-9
  10. 2013年04月10日発売、ISBN 978-4-8000-0122-1
  11. 2013年08月10日発売、ISBN 978-4-8000-0197-9
  12. 2013年12月10日発売、ISBN 978-4-8000-0237-2
  13. 2014年03月10日発売、ISBN 978-4-8000-0282-2
  14. 2014年08月09日発売、ISBN 978-4-8000-0345-4
  15. 2015年02月10日発売、ISBN 978-4-8000-0409-3
    - 初回限定版[3] ISBN 978-4-8000-0396-6

  16. 2015年03月10日発売、ISBN 978-4-8000-0423-9
    - 初回限定版[3] ISBN 978-4-8000-0397-3

  17. 2015年09月10日発売、ISBN 978-4-8000-0495-6
  18. 2016年01月09日発売、ISBN 978-4-8000-0530-4
  19. 2016年05月10日発売、ISBN 978-4-8000-0574-8
  20. 2016年09月10日発売、ISBN 978-4-8000-0614-1
  21. 2017年02月10日発売、ISBN 978-4-8000-0652-3
  22. 2017年05月10日発売、ISBN 978-4-8000-0686-8
  23. 2017年09月08日発売、ISBN 978-4-8000-0716-2
  24. 2018年02月10日発売、ISBN 978-4-8000-0744-5
  25. 2018年05月10日発売、ISBN 978-4-8000-0772-8
  26. 2018年09月10日発売、ISBN 978-4-8000-0795-7
  27. 2019年02月09日発売、ISBN 978-4-8000-0828-2
  28. 2019年05月10日発売、ISBN 978-4-8000-0856-5